# Jurançon (AOC)
Pour les articles homonymes, voir Jurançon (homonymie).
Le jurançon est un vin blanc d'appellation d'origine contrôlée (AOC) du sud-ouest de la France. Son vignoble est situé en Béarn, sur un territoire bien délimité, au sein d'une petite partie du département des Pyrénées-Atlantiques, implanté sur les collines prépyrénéennes entre les villes d'Oloron-Sainte-Marie et de Pau et les deux gaves du même nom. 
La même zone produit deux dénominations de vins blancs, un sec dénommé jurançon sec et un moelleux, juste nommé jurançon sans mention particulière, reconnu en AOC en 1936 pour le doux et en 1975 pour le sec. Le vignoble couvre une superficie de près de 1 000 hectares, il est implanté sur des grès argileux au sud ; au nord, ce sont des poudingues, des roches détritiques solidifiées, recouverts de galets et graviers arrachés à la montagne et déposés par le gave de Pau.
Il a honoré la table du roi Henri IV au XVIe siècle ; il a pourtant failli disparaître et n'a retrouvé tout son lustre que dans la seconde moitié du XXe siècle.

« Je fis, adolescente, la rencontre d'un prince enflammé, impérieux, traître comme tous les grands séducteurs : le jurançon »

— Colette.

## Histoire

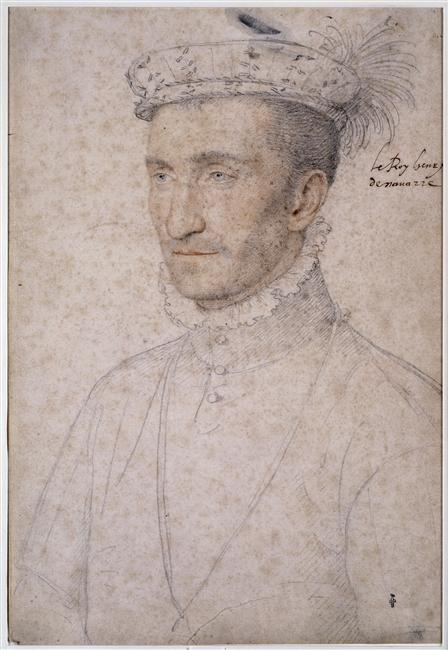
Henri II de Navarre.

### Moyen Âge et Renaissance
La viticulture débute en Aquitaine grâce aux Romains, à partir du règne d'Auguste, sans qu'il soit possible de certifier la présence en Béarn de culture de la vigne.
Le mot juransoo apparaît dès le Moyen Âge. On trouve une première transaction viticole dans la commune de Lucq-de-Béarn, à l'abbaye de Saint-Vincent, dès 988 et dans les fors de Morlaàs, textes de lois de 1220 édictés par le vicomte Guillaume-Raymond de Moncade, on cite le cépage Mansenc.

### Période faste: leXVIesiècle
Une époque faste débute au XIVe siècle, avec l'installation des vicomtes de Béarn à Pau à partir de 1460. Henri II de Navarre, aussi appelé Henri d'Albret, achète une vigne à Jurançon en 1538 et déjà les coteaux sont couverts de vignes dont le nom des cépages étaient déjà petit manseng et gros manseng. Dans les textes des privilèges accordés au bourg de Monein en 1547 par l'évêque Jacques de Foix, l'importance des vignes est soulignée ; il y est écrit que le vignoble est la principale richesse du bourg. Les bourgeois des villes, les membres de la noblesse et ceux du clergé s'intéressent à la possession de parcelles de vignes. Dans les ventes de vin de Monein comme celles de Gan, le prix est sensiblement le même pour le vin rouge que pour le vin blanc. Dans le for de Béarn de 1551, plusieurs chapitres traitent des vignes et du vin, c'est une nouveauté.

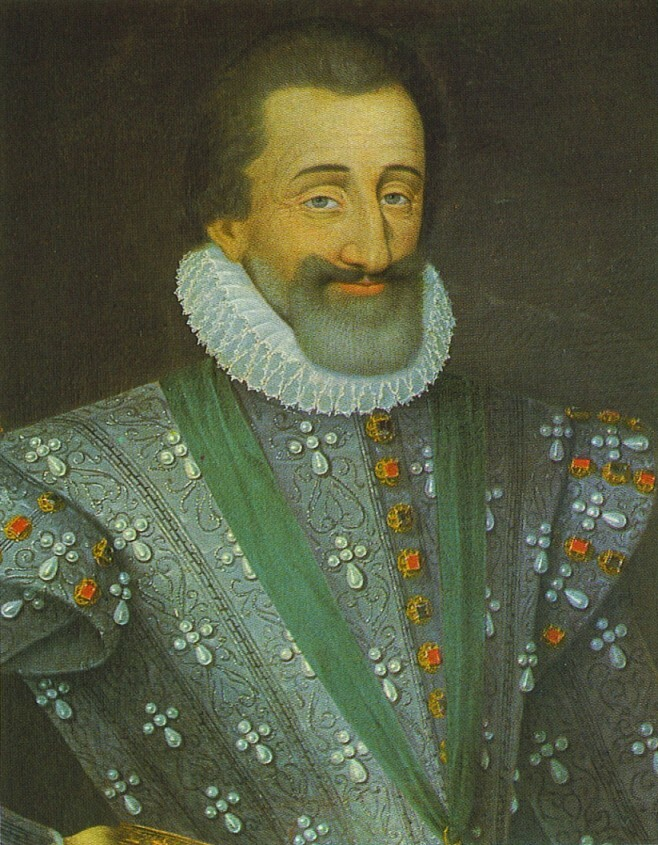
Henri IV.

Une légende raconte qu'il servit effectivement au baptême du futur grand roi, Henri IV : Henri II de Navarre, son grand-père, aurait frotté d'une gousse d'ail les lèvres du nouveau-né et fait boire quelques gouttes de jurançon. À la fin du XVIe siècle, le vignoble royal du Jurançon qu'a créé Henri d'Albret, puis entretenu Jeanne d'Albret sa fille, disparaît, faute d'entretien, par les temps troubles des Guerres de religion. S'il n'a prospéré qu'une vingtaine d'années (1545 à 1567), il a contribué à la réputation naissante du jurançon. Au début du XVIe siècle, les vins de Monein, Gan ou Lagor sont aussi importants que ceux du Jurançon. À la fin du siècle, c'est le nom de jurançon qui prime.
Le jurançon, comme les autres vins, était expédié par les voies navigables. Le voyage jusqu'à Bayonne par le gave de Pau était parfois une aventure hasardeuse : nécessité d'avoir assez d'eau, risque de violentes crues en cas de forte pluie, parties rapides avec des rochers…

### Augmentation de la production et nouvelle population de producteurs:XVIIeetXVIIIesiècles
La réputation que le vin de Jurançon a obtenue a deux conséquences : l'augmentation de la production et la présence d'une nouvelle population de producteurs. Dans toute la France, la consommation de vin augmente. La réputation du jurançon attire de nouveaux producteurs, tentés par l'appât d'une ressource supplémentaire. La viticulture prend de plus en plus de place dans la classe paysanne. À compter du XVIIIe siècle, au niveau de la France, de grands vins gagnent en qualité mais par contre, pour la très grande majorité de la production, la qualité baisse au profit de la quantité. Les vins plantés en plaine sont de moins bonne qualité que sur les coteaux, la propagation de plants grossiers est faite par des gens soucieux de profit immédiat, le mélange des vins est pratiqué par les courtiers.

### Période difficile: leXIXesiècleet le début duXXe

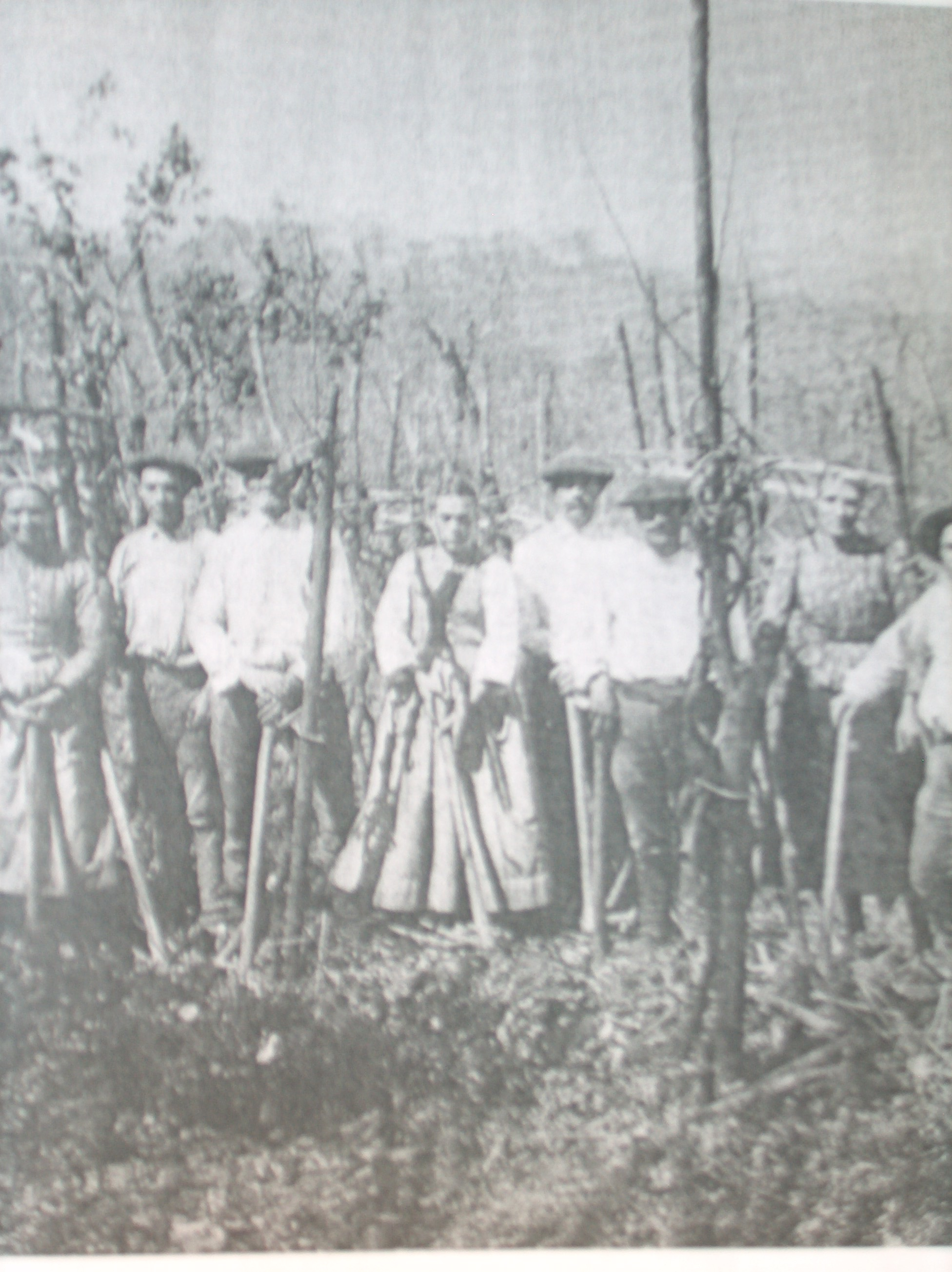
Le travail à la pioche dans le vignoble de Saint-Faust à la fin du XIXe siècle. Les vignes sont accolées aux arbres et poussent très haut suivant la méthode traditionnelle qui sera abandonnée après les épidémies du XIXe siècle et l'introduction des traitements.

Au début du XIXe siècle, pour la naissance du duc de Bordeaux, la monarchie, en quête de restauration de prestige, reconstitue la scène de décembre 1553 de la naissance d'Henri IV pour le futur Henri V. C'est véritablement à ce moment-là que se diffuse la légende du baptême d'Henri IV au jurançon.
Selon les cadastres du début du XIXe siècle, le vignoble couvre près de 5 500 hectares. De bonnes années associées à une mévente génèrent une crise dans les années 1820. À la fin du XIXe siècle, le vignoble est ravagé par la maladie de l'oïdium, par le phylloxéra, le mildiou et le black rot. Il est replanté de cépages productifs de médiocre qualité pour ne devenir qu'un vin de messe (hybrides producteurs directs entre autres).

### Période contemporaine
C'est au cours de la seconde moitié du XXe siècle que le raisin blanc reprend ses droits pour restituer au vin ses lettres de noblesse.
L'arrêté du 8 décembre 1936 définit les conditions de production de l'appellation d'origine contrôlée pour le vin blanc moelleux du Jurançon,. Grâce à l'action de messieurs Miramon, Bidau et Saba, le 7 avril 1949, des producteurs se regroupent au sein d'une cave coopérative,. Le 17 octobre 1975, l'appellation est étendue au vin blanc sec. 
Depuis les années 1980, de jeunes vignerons indépendants se structurent, créent une « route des Vins » et pérennisent l'image du Jurançon. Parmi eux, figurent notamment Charles Hours, Henri Ramonteu et Georges Bru-Baché, tous trois sur la commune de Monein , ainsi que Jean-Bernard Larrieu à La Chapelle de Rousse. 
Durant les années 2000, le jurançon progresse en surface et le coût du prix du foncier viticole se situe en 2008 à près de 45 000 euros l'hectare (à comparer avec le monbazillac, 15 000 euros, et le sauternes, 60 000 euros l'hectare). Le cahier des charges de l'appellation est modifié en mai 2025.

## Étymologie
Le nom de l'appellation vient de la ville Jurançon, commune limitrophe de Pau, la plus influente de la zone de production à compter de la fin du XVIe siècle, en raison de l'intérêt manifesté par les vicomtes de Béarn installés à Pau, ainsi que les principaux bourgeois, les membres de la noblesse et ceux du clergé.
L'origine du nom Jurançon est obscure.

## Géographie

### Aire géographique

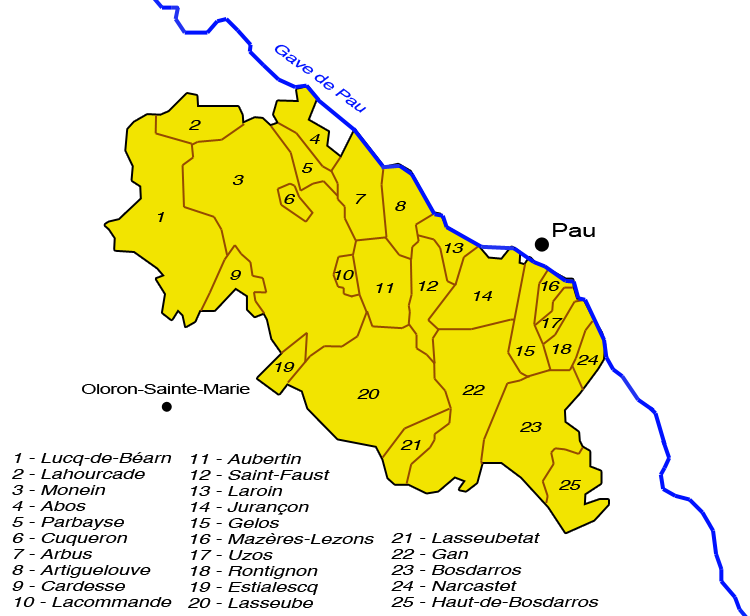
Aire d'appellation du Jurançon.

Le vignoble de Jurançon en AOC comprend près de 1 000 hectares, il est classé AOC depuis 1936, soit parmi les premières de France. Sa zone de production se situe dans le département des Pyrénées-Atlantiques autour de Jurançon et Monein dans 25 communes situées à l'ouest et au sud de Pau, dans un rectangle Pau-Lasseubetat-Lucq-de-Béarn-Lagor entre le gave de Pau et le gave d'Oloron : 
Abos, Arbus, Artiguelouve, Aubertin, Bosdarros, Cardesse, Cuqueron, Estialescq, Gan, Gelos, Haut-de-Bosdarros, Jurançon, Lacommande, Lahourcade, Laroin, Lasseube, Lasseubetat, Lucq-de-Béarn, Mazères-Lezons, Monein, Narcastet, Parbayse, Rontignon, Saint-Faust et Uzos.
Dans ces communes l'aire de production est constituée par les parcelles reconnues aptes à produire le vin de jurançon. 
Dans la même aire de production, les cépages rouges qui sont cultivés peuvent être revendiqués en AOC béarn, rouge ou rosé.

### Géologie et orographie
Les vignes sont exploitées à flanc de coteaux orientés sud-sud-est et à l'abri du vent. Elles sont plantées dans le sens de la pente ou en terrasse, voire en amphithéâtre, lorsque la pente est trop forte. Les vignes sont plantées entre 300 et 400 mètres d'altitude.
Le vignoble se partage entre deux zones. Au sud, il s'agit de roches sédimentaires marines déposées avant et pendant l'orogenèse alpine (érection des Pyrénées). Ce sont des grès argileux. Plus au nord, ce sont des poudingues, des roches détritiques solidifiées, recouverts de galets et graviers arrachés à la montagne et déposés par le gave de Pau. Ces terrains bien drainés ne conservent pas l'eau au pied de la vigne, mais le sous-sol permet une alimentation hydrique régulière durant l'été par la réserve de sa nappe phréatique.
Il y a huit aspects géologiques sur cette appellation : 
- au village de Jurançon, situé sur une terrasse, ce sont des coteaux issus d'une formation continentale détritique[15]. Le poudingue, d'âge miocène avec des galets, essentiellement calcaires, ont été arrachés aux enveloppes mésozoïques de la chaîne pyrénéenne[15] ;
- au-dessus de Jurançon, la montée au « Clos Joliette » est recouverte d'argiles à graviers et de galets siliceux du ponto-pliocène[16] ;
- à la ligne de crête de Jurançon-Gan, ce sont des terrains avec des revêtements pliocènes argilo-gréseux, à galets siliceux[16] ;
- dans la cuvette de Gan, les terroirs sont modelés dans des marnes marines et issus de la cuesta boisée des poudingues[16] ;
- à la cuesta Pont-Labaud, il y a une épaisse série marneuse yprésienne et des flyschs paléocène[16] ;
- à Lasseube, les quelques carrières montrent des marnes éocènes et des lames du trias[16]. Les barres de calcaire danien sont dits de calcaire de Lasseube[16] ;
- sur la route des crêtes d'Aubertin, se présentent des complexes argilo-sableux, à galets siliceux, du plio-quaternaire ancien, reposant sur le poudingue de Jurançon, à galets calcaires[16] ;
- à Monein, il y a des replats de graves à carapace ferrugineuse[16]. Les pentes sont moins accentuées.

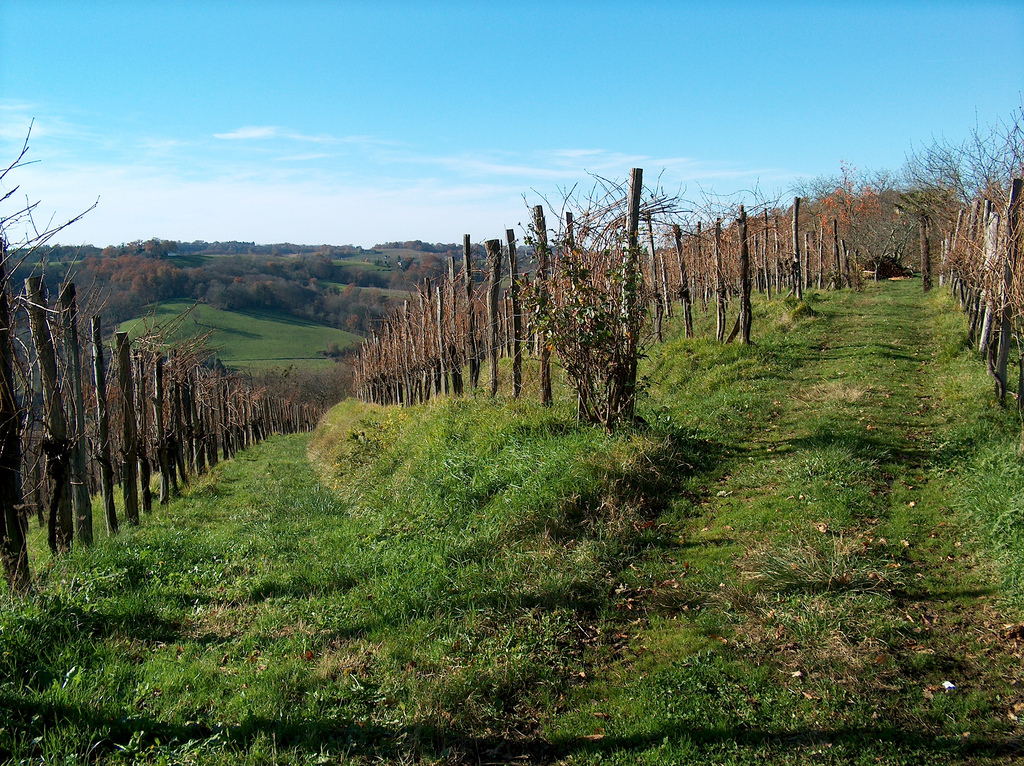
Rangs de vigne perpendiculaires à la pente.
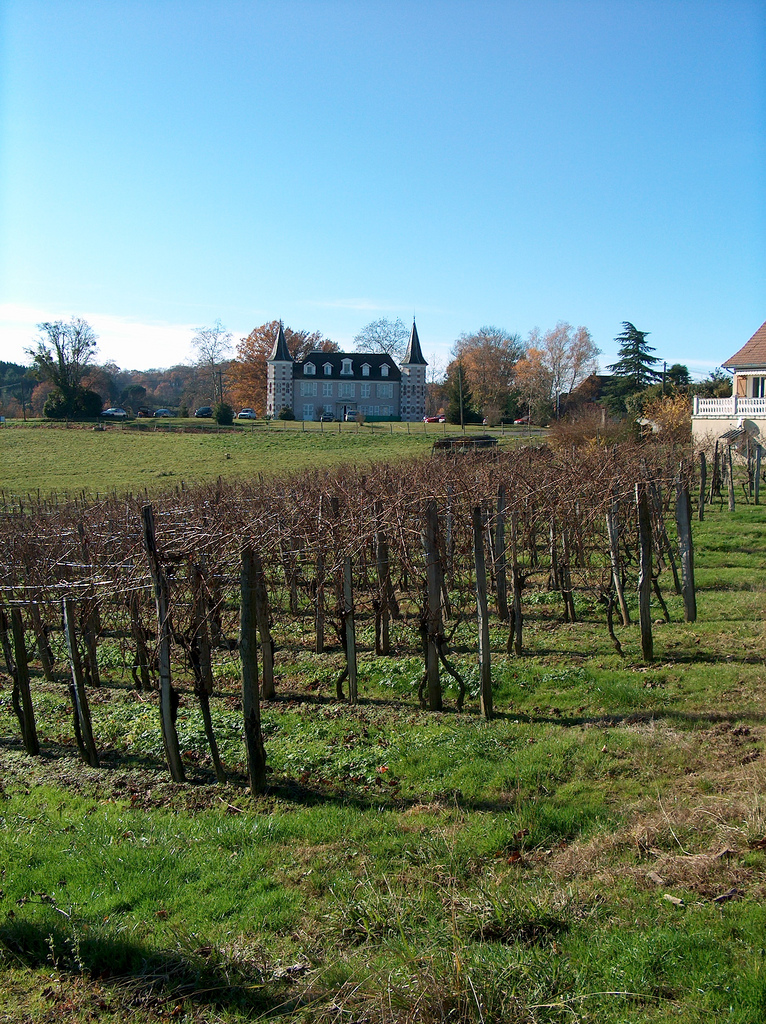
Rangs de vigne parallèles à la pente devant le château des Tourelles.
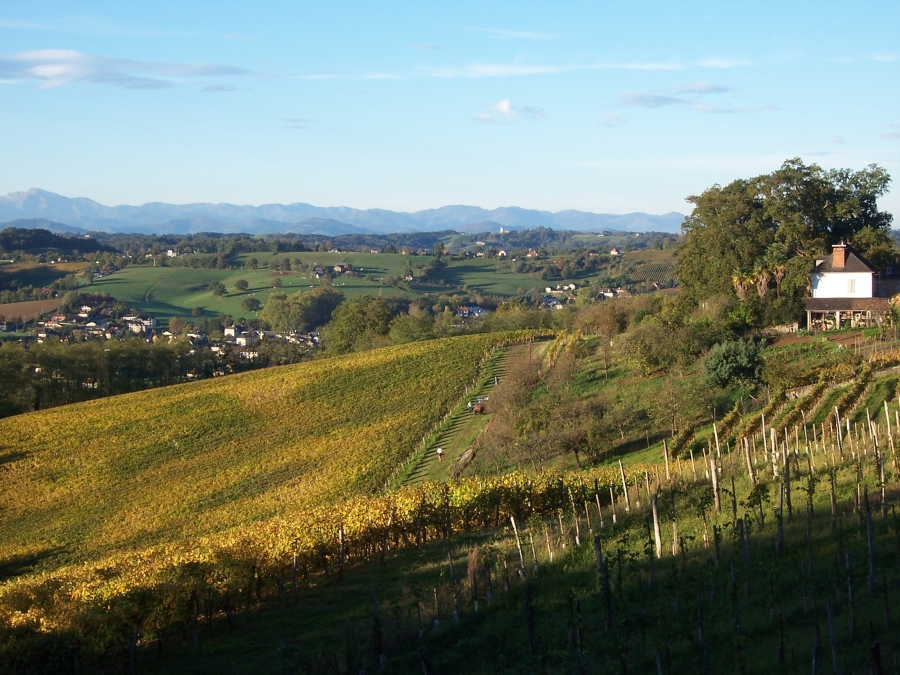
Paysage vallonné à Monein.

### Climatologie
Station météo de Pau-Uzein
| Mois                                                                       | Janv | Fév  | Mars | Avr  | Mai  | Juin | Juil | Août | Sept | Oct  | Nov  | Déc  | Année |
| -------------------------------------------------------------------------- | ---- | ---- | ---- | ---- | ---- | ---- | ---- | ---- | ---- | ---- | ---- | ---- | ----- |
| Températures minimales moyennes (°C)                                       | 1,9  | 2,8  | 4,3  | 6,3  | 10,1 | 13   | 15   | 15,1 | 12,3 | 8,9  | 4,8  | 2,8  | 8,1   |
| Températures maximales moyennes (°C)                                       | 11   | 12,4 | 14,5 | 16,1 | 19,9 | 22,6 | 25,3 | 25,5 | 23,4 | 19,3 | 14,2 | 11,9 | 18    |
| Précipitations moyennes (mm)                                               | 100  | 98   | 96   | 114  | 113  | 81   | 63   | 72   | 83   | 100  | 113  | 100  | 1132  |
| Ensoleillement moyen (heures)                                              | 114  | 124  | 169  | 166  | 189  | 184  | 200  | 201  | 175  | 135  | 102  | 94   | 1852  |
| Source :Climatologie mensuelle moyenne - station Météo-France de Pau-Uzain |      |      |      |      |      |      |      |      |      |      |      |      |       |

Le vignoble est situé dans la zone de climat océanique. Cependant, la proximité des Pyrénées amène une influence montagnarde, notamment des gelées printanières qui justifient le palissage en hautain.
Les températures sont douces l'hiver, chaudes sans excès l'été. Les précipitations sont réparties de manière homogène tout au long de l'année. Le cumul est élevé pour un vignoble, nécessitant de lui réserver des terrains bien drainés. L'ensoleillement est bon, mais moindre que celui du vignoble du Roussillon, à cause l'influence atlantique. La montagne proche induit aussi une tendance méridionale, surtout l'été et l'automne, grâce à l'effet de foehn : les masses d'air humides se déchargent de leur eau sur le versant espagnol de la montagne, et un vent chaud et sec dévale le versant français, contribuant à faire monter le degré alcoolique du raisin par maturation et concentration.

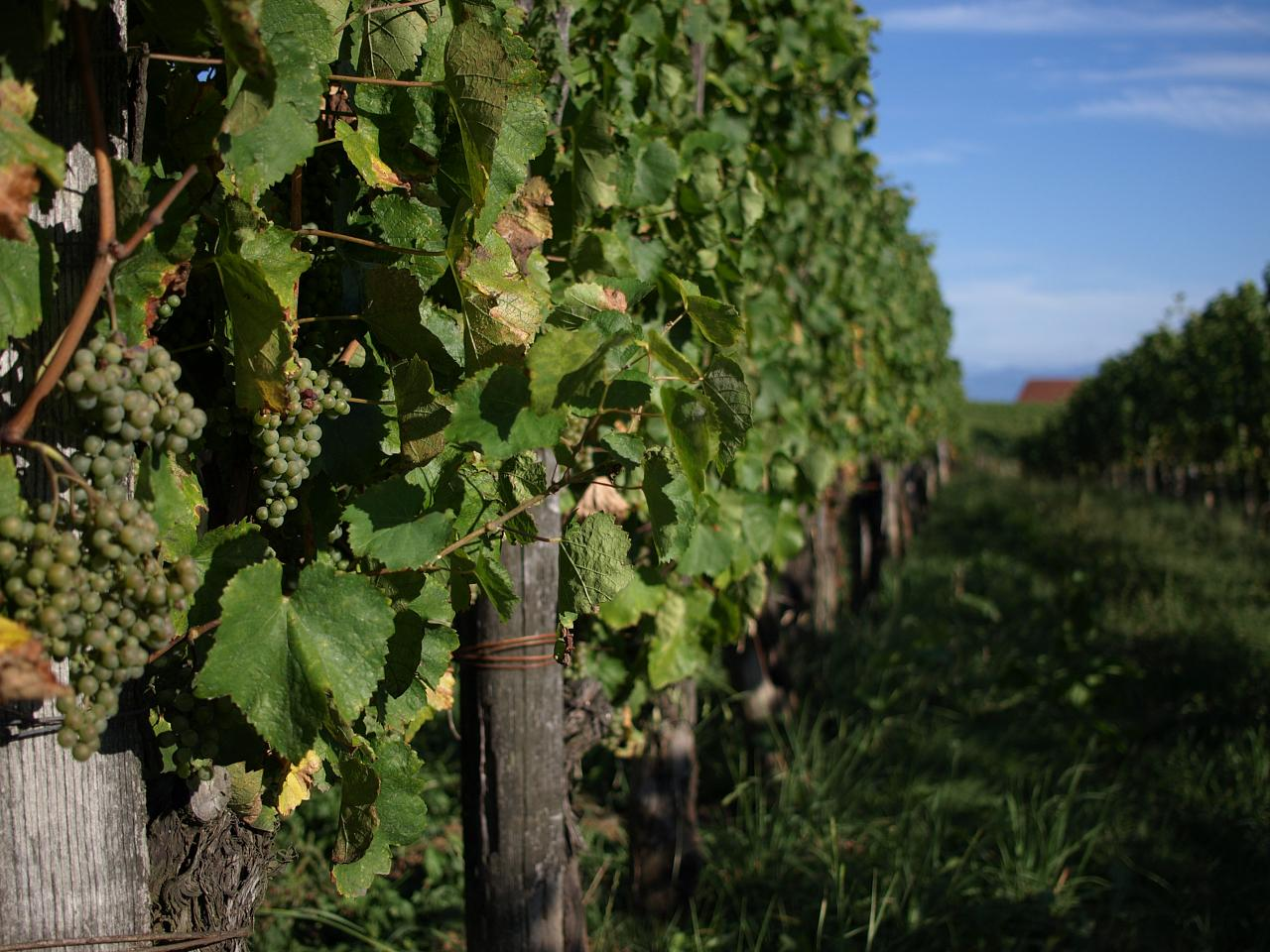
Vigne en été.
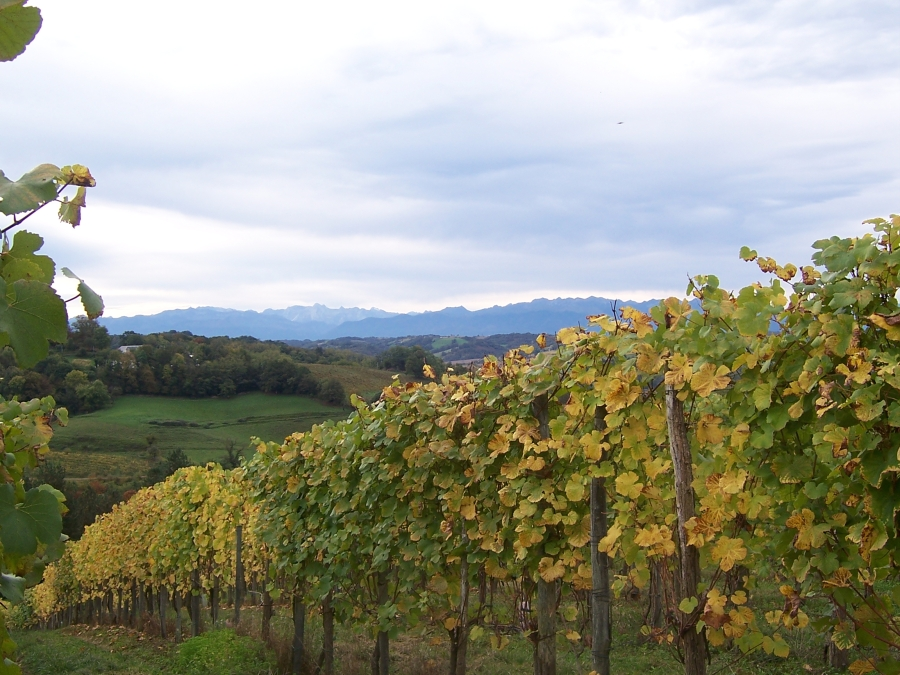
Vigne en automne.
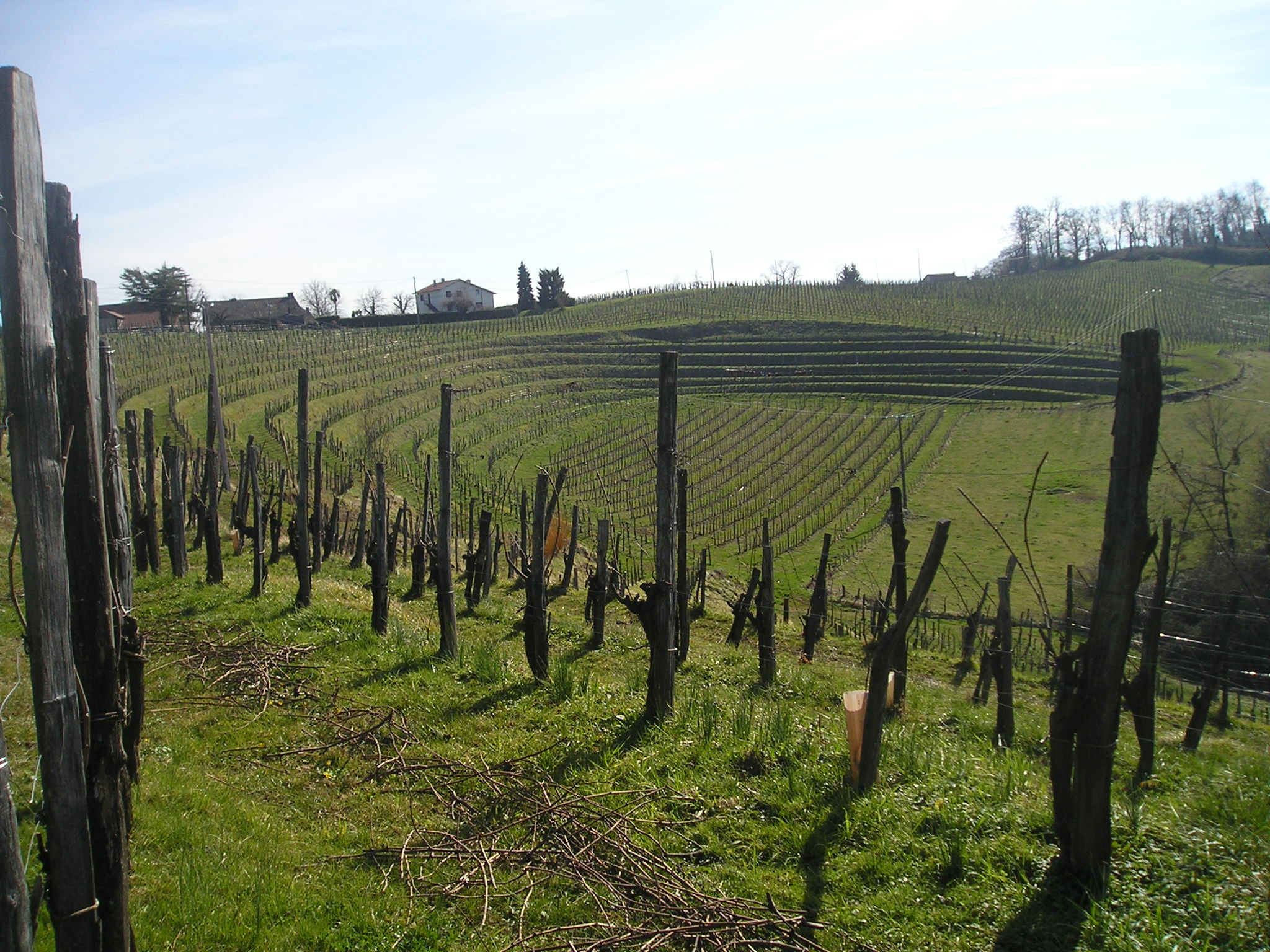
Vigne hivernale.

## Vignoble

### Encépagement

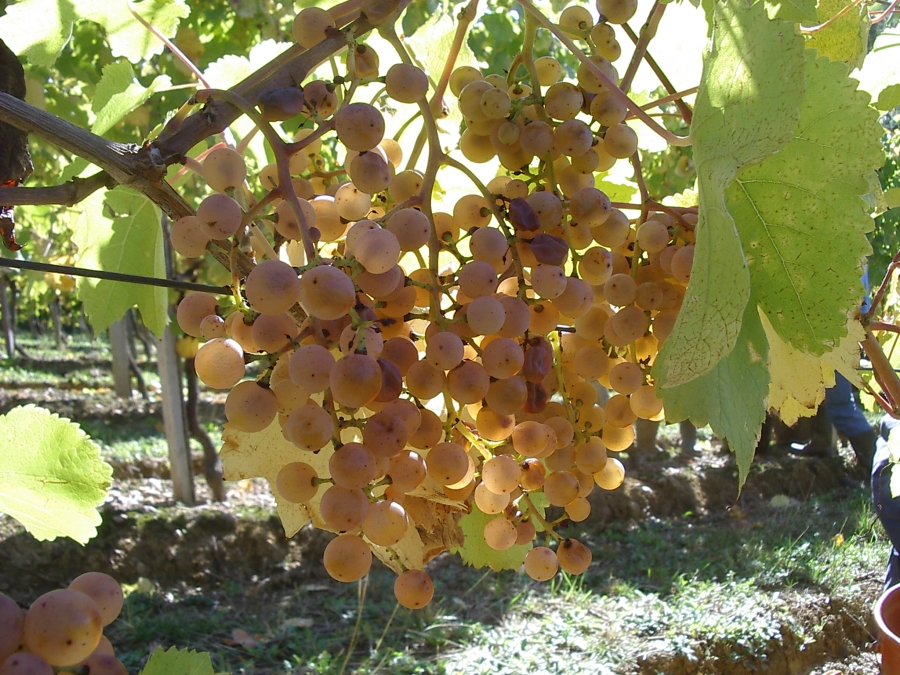
Grappes de petit manseng (Vitis vinifera) à maturité à Monein (Pyrénées-Atlantiques).

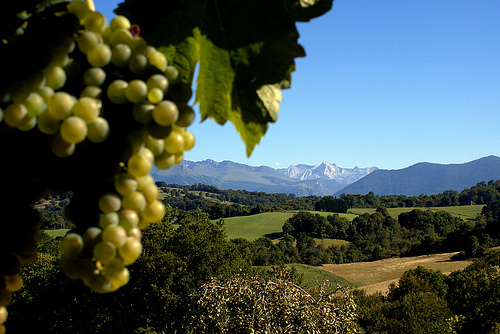
Grappe de gros manseng, face à la chaîne des Pyrénées.

Les vins doivent provenir exclusivement de cinq cépages. Petit manseng B et gros manseng B, les cépages principaux, doivent représenter au moins 50 % de l'encépagement.
Les courbu blanc B, camaralet de Lasseube B et lauzet B sont les cépages complémentaires. Ces derniers connaissent un regain d'intérêt de la part des vignerons qui font bénéficier leurs vins d'assemblage de la typicité de ces cépages.
Seuls les vins issus des petit et gros manseng peuvent bénéficier de la mention vendange tardive. 
Bien qu'ils soient apparentés, le petit manseng et le gros manseng sont distingués séparément depuis plus de cinq siècles. Leur peau épaisse résiste très bien à la pourriture grise et permet un passerillage sur souche. Bien que ce soit majoritairement le cas, le gros manseng n'est pas réservé qu'au vin sec et le petit manseng qu'au vin doux. La plupart des vignerons raisonnent la destination du vin en fonction du terroir de la parcelle et de la date de récolte, plus que par le cépage. Le gros manseng est plus fertile et produit globalement moins de sucre que le petit manseng. Tous les deux ont la particularité de conserver une acidité importante, même en surmaturité ; cette particularité permet de donner un équilibre entre vivacité et sucre exceptionnel.
Le courbu blanc est un cépage nettement plus précoce et qui craint les maladies cryptogamiques et la pourriture grise. Il est apprécié pour sa vivacité qui contrebalance la douceur des manseng. Certains vignerons ne l'utilisent pas, sa récolte étant trop décalée, elle oblige à faire durer les vendanges. D'autres, dans les secteurs les plus tardifs, apprécient sa précocité, même si elle se paye parfois les années de gel tardif au printemps.
Le camaralet de Lasseube et le lauzet sont des cépages reliques. Peu productifs, ils sont délaissés par la majorité, mais ceux qui en cultivent leur reconnaissent un rôle dans la complexité du vin. Par exemple, le domaine Nigri trouve un côté épicé au camaralet qui donne un plus aux assemblages de vin sec, même s'il est minoritaire. Ce même domaine cultive le lauzet pour son aptitude à apporter au vin une note minérale, en sec comme en doux.

### Pratiques culturales

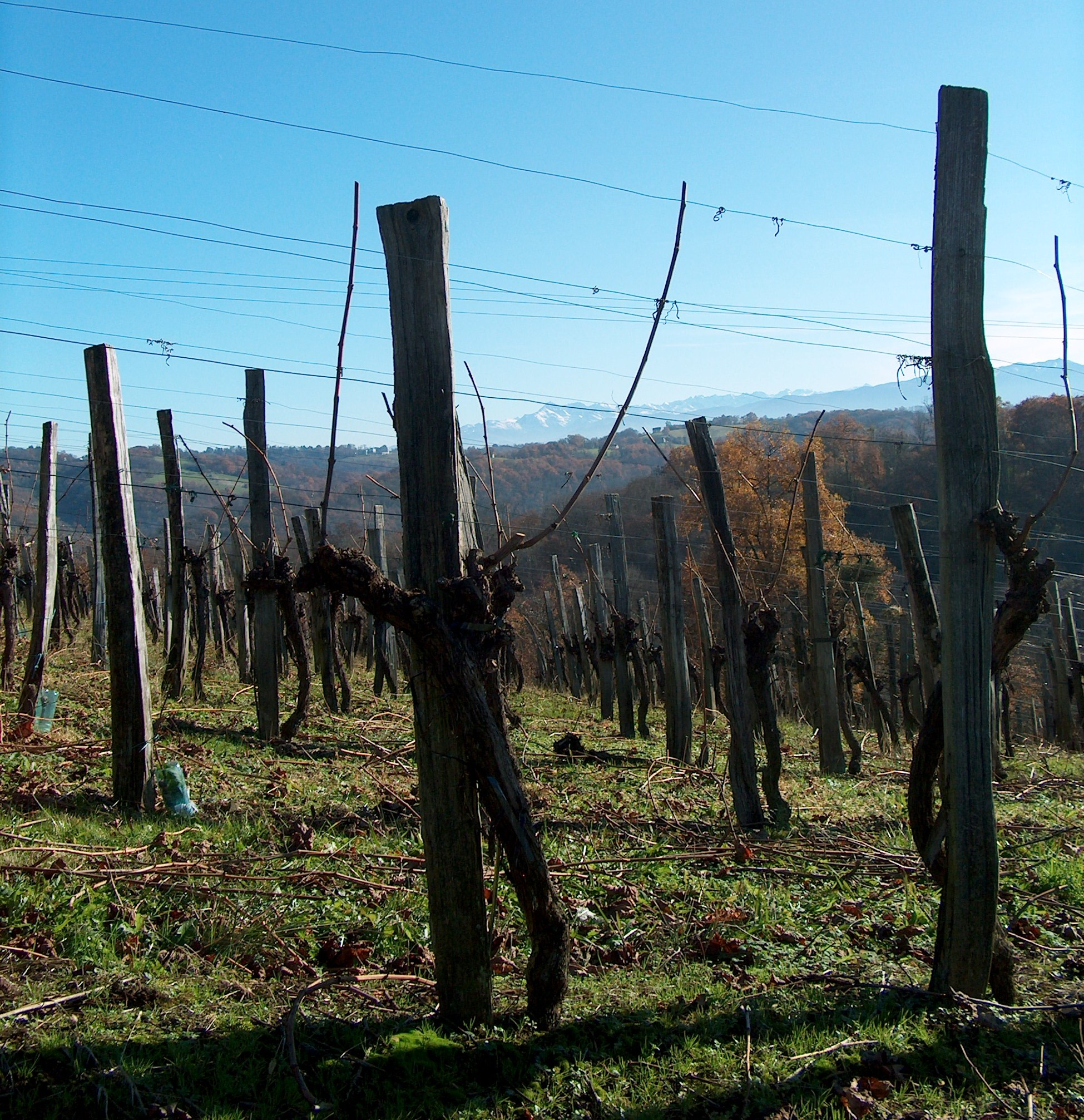
Vigne taillée en guyot à Saint-Faust.

La densité minimale de plantation est de 4 000 pieds par hectare. La superficie dévolue à chaque cep ne peut dépasser 2,5 m2 et l'écartement entre rangs ne doit pas dépasser 2,8 mètres.
La vigne peut être taillée en cordon, guyot simple ou double. Le nombre d'yeux est limité à 16 par cep, voire 20 dans le cas du guyot double. Lors de l'épamprage, le nombre de rameaux porteurs de grappe doit être ramené à 12 (16 pour la taille en guyot double). 
Les rangs de vigne sont conduits en hautain. La hauteur du feuillage doit être d'au moins 0,55 fois l'écartement entre rangs, mais dans les faits, elle peut atteindre 2,30 m de haut. Pour les vignes en terrasse, le feuillage doit atteindre 1,55 mètre.
L'entretien des vignes est obligatoire, en particulier vis-à-vis des maladies cryptogamiques et du sol (tonte, désherbage…). Le désherbage total et l'épamprage chimique sont proscrits. Les ceps morts ou manquants doivent être régulièrement renouvelés ; au-delà de 20 % de manques, un abattement du rendement proportionnel à ce manque est appliqué.
La production parcellaire est limitée à 9 599 kg par hectare et la moyenne de rendement de l'ensemble des parcelles en AOC ne doit pas dépasser 40 hectolitres pour le jurançon et 60 hectolitres par hectare pour le jurançon sec.

### Récolte

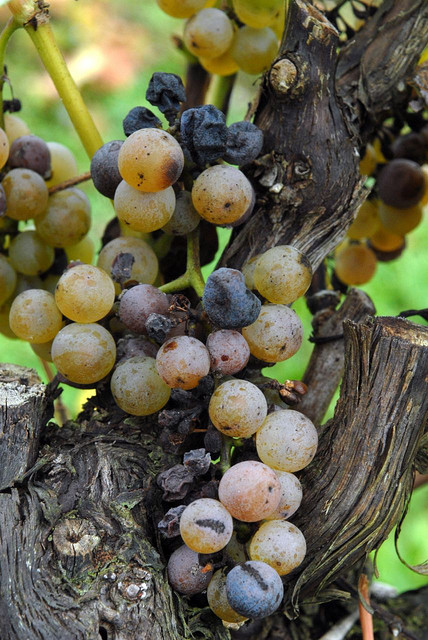
Grappe de petit manseng à maturité.

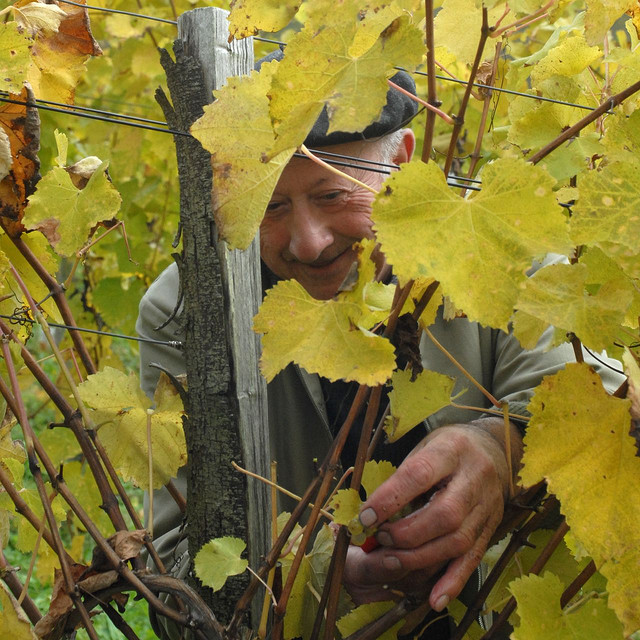
Récolte manuelle en jurançonnais

Les vendanges se font à la main. Pour le jurançon sec, elles peuvent se faire en un passage unique, mais pour les autres vins, elles doivent se produire en tris successifs, deux au minimum. En effet, la récolte des seuls grains ou grappes à maturité optimale permet de laisser aux autres le temps de poursuivre leur évolution. Le transport de la vendange vers le chai exclut les bennes autovidantes à pompe à palette. Ce matériel abîme le raisin avant le pressurage.
La récolte peut débuter à partir de la publication du ban des vendanges. Cependant, pour les plus moelleux des vins, elle peut se poursuivre très loin dans la saison. Les récoltes les plus tardives pouvant se faire certaines années en janvier. Dans le cas de passerillage aussi poussé, l'usage de filet de protection contre les oiseaux est indispensable à une période où la nourriture se fait rare. Pour bénéficier de la mention « vendange tardive », le raisin doit être cueilli moins cinq semaines après la publication du ban. Le passerillage hors souche ou séchage du raisin coupé, est interdit sauf s'il est réalisé dans la parcelle de vigne.
| Type de vin                                        | Richesse minimale en sucre En grammes de sucre par litre de moût | Titre alcoométrique naturel minimum En pourcentage de volume |
| -------------------------------------------------- | ---------------------------------------------------------------- | ------------------------------------------------------------ |
| Jurançon sec                                       | 187                                                              | 11,5                                                         |
| Jurançon                                           | 226                                                              | 13,5                                                         |
| Jurançon portant la mention « vendanges tardives » | 289                                                              | 17                                                           |

## Vins

### Vinification
Voici les méthodes générales de vinification. Il existe cependant des petites différences de méthode entre les différents producteurs. 

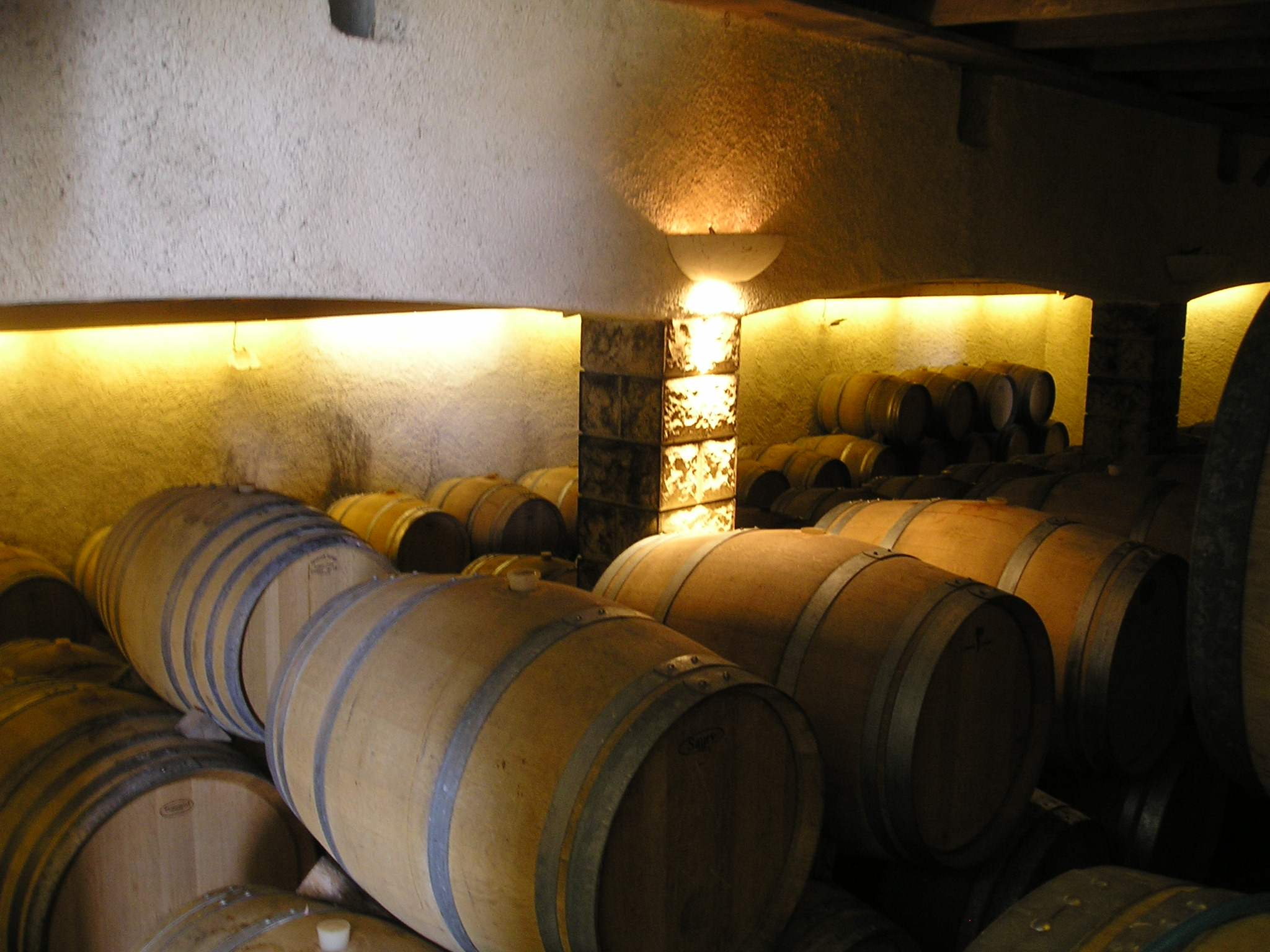
Chai à barrique pour l'élevage du jurançon.

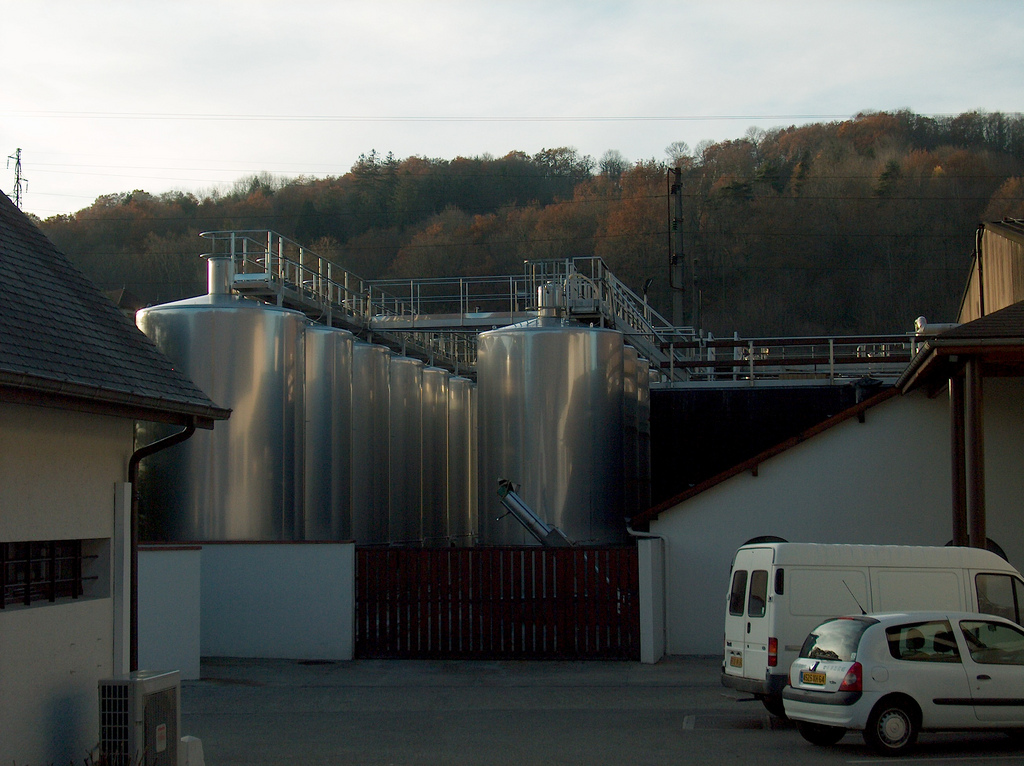
Cuves en inox de la cave des producteurs de Jurançon.

La vinification débute par la séparation du moût et de la matière solide : éraflage et pressurage. Le pressoir continu est prohibé à cause de la mauvaise qualité du moût qu'il extrait. À ces étapes peut s'ajouter une macération pelliculaire destinée à augmenter l'extraction des précurseurs aromatiques pour quelques jurançons secs. 
La fermentation alcoolique se produit majoritairement en cuve, mais quelques vignerons utilisent la fermentation en barrique. L'un d'entre eux utilise même la fermentation malolactique afin de réduire l'acidité et améliorer l'équilibre du vin avec plus de gras et de rondeur.

### Élevage
Le vin est élevé en cuve ou en barrique, selon le but recherché par le vinificateur. 
Dans le cas du jurançon « vendange tardive », le vin doit être élevé jusqu'au 1er juin de la seconde année qui suit la récolte. Ce n'est qu'à partir du 15 juin suivant qu'il peut être commercialisé. Le stockage du vin conditionné (bouteille, caisse-outre…) doit être séparé du chai de vinification et d'élevage.

### Type de vin
D'une manière générale, les blancs secs ont des reflets verts et ont des arômes de miel, fruits exotiques, épices, genêt, cire… En bouche ce vin est frais et nerveux. Les blancs moelleux, quant à eux, ont une robe jaune or et ont des notes fruitées (ananas, fruits de la passion et cannelle) avec également des arômes de miel, girofle, pêche, fleurs blanches, fruits confits… La bouche est suave, généreuse et équilibrée par une bonne acidité.

### Gastronomie, durée de garde et température de service
Le jurançon sec convient bien aux poissons de rivière : truite des Pyrénées, saumons de l'Adour et aux volailles en sauce. Avec les fromages de chèvre locaux, il est à son aise. Dans un registre moins local, le vin blanc sec accompagne tous les apéritifs salés, les poissons, coquillages, fruits de mer, la charcuterie et les viandes blanches (volaille),. Le jurançon sec se consomme dans l'année qui suit sa récolte ou avec trois à cinq ans de garde. Il se sert vers 8 à 10 degrés,. 
Le jurançon moelleux est conseillé frais. Classiquement, il convient très bien en apéritif et peut accompagner foie gras, fromages doux comme le fromage de brebis d'ossau-iraty. En s'éloignant de Pau, il s'accorde bien avec le roquefort et les bleus, bleu d'Auvergne, fourme d'Ambert,. Les vins peuvent se garder sept à quinze ans.

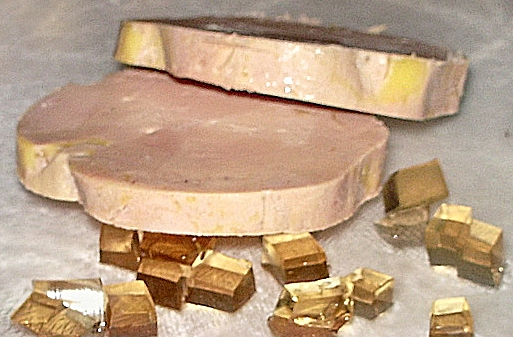
Foie gras
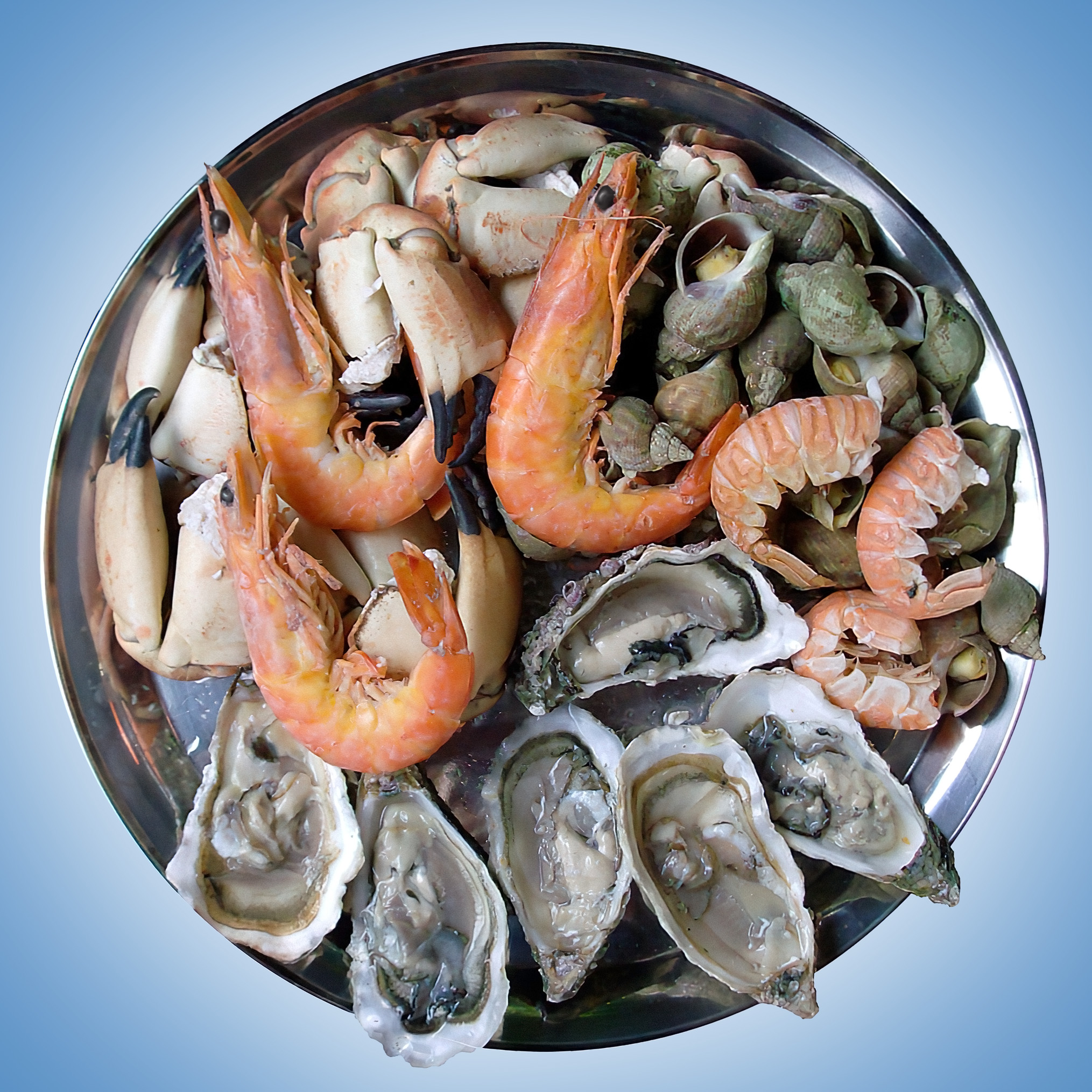
Poissons, coquillages, fruits de mer
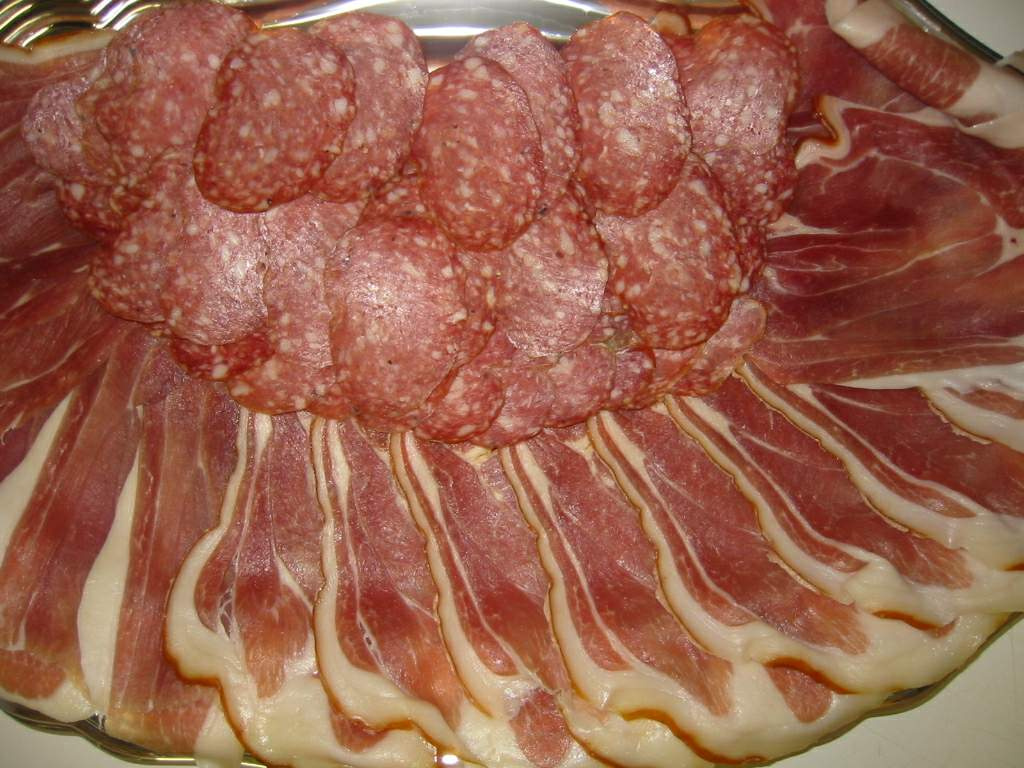
Jambon et saucisson
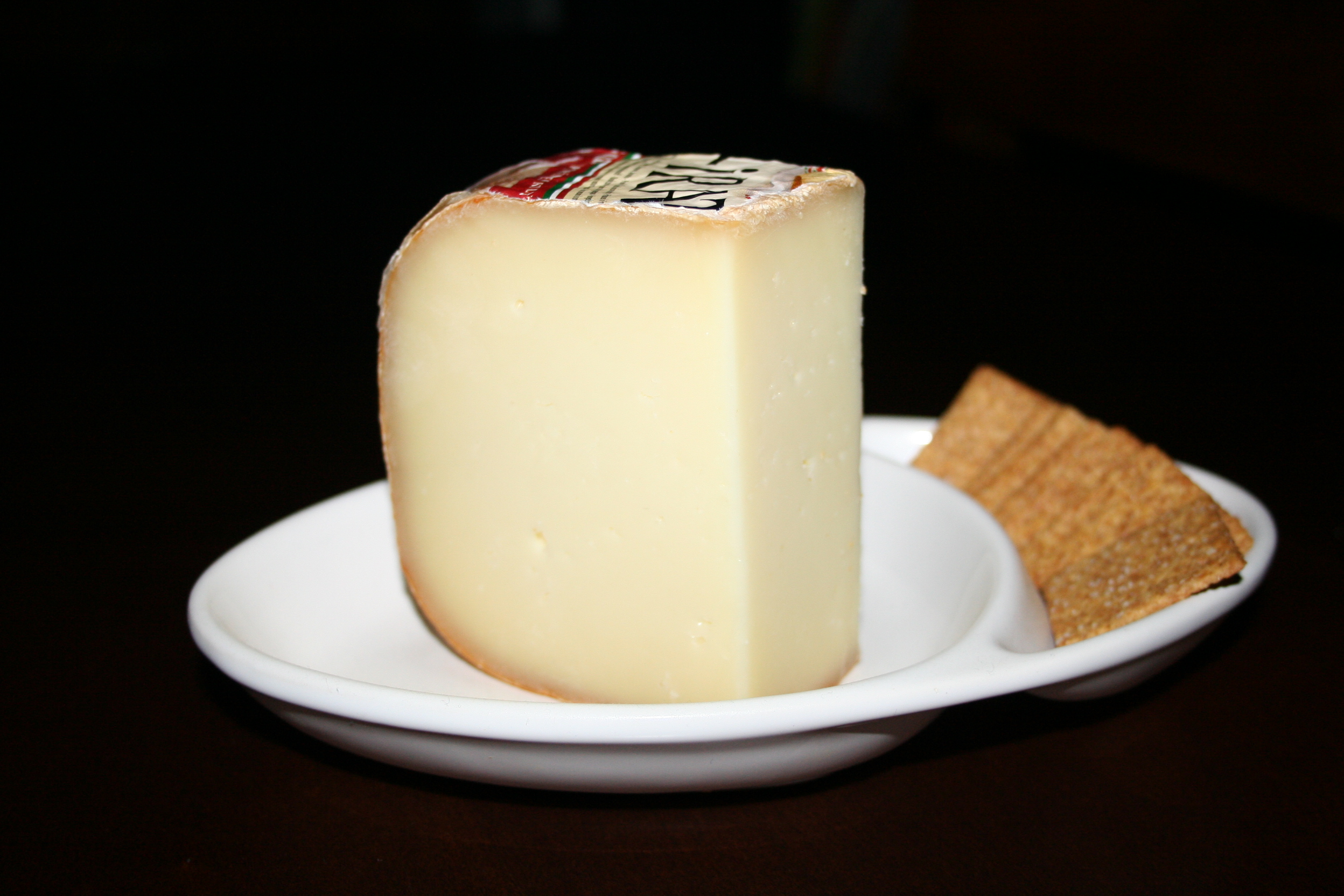
Ossau-iraty

## Économie

### Production et commercialisation
La production donne, en 2005, 27 219 hectolitres de vin doux et 15 472 hectolitres de jurançon sec, assurée par une cave coopérative, une soixantaine de domaines indépendants. 
Le jurançon (AOC) de la cave des producteurs de Gan est commercialisé en France à 90 %. Les principaux secteurs de distributions sont : 
| Catégorie                          | Volume |
| ---------------------------------- | ------ |
| Grandes et moyennes surfaces (GMS) | 30 %   |
| Vente aux particuliers             | 30 %   |
| Cafés, hôtels, restaurants (CHR)   | 30 %   |

### Structures des exploitations
Sur les vingt-cinq communes de l'appellation, la production est assurée très majoritairement (90 %) par de petites exploitations (un à deux hectares) regroupées pour les deux tiers en cave coopérative au sein de la cave des producteurs de Jurançon créée en 1949. Les adhérents portent directement leur vendange à la cave qui contrôle la qualité et se charge de la vinification et de la commercialisation.
Environ 40 % des domaines indépendants sont en agriculture biologique.

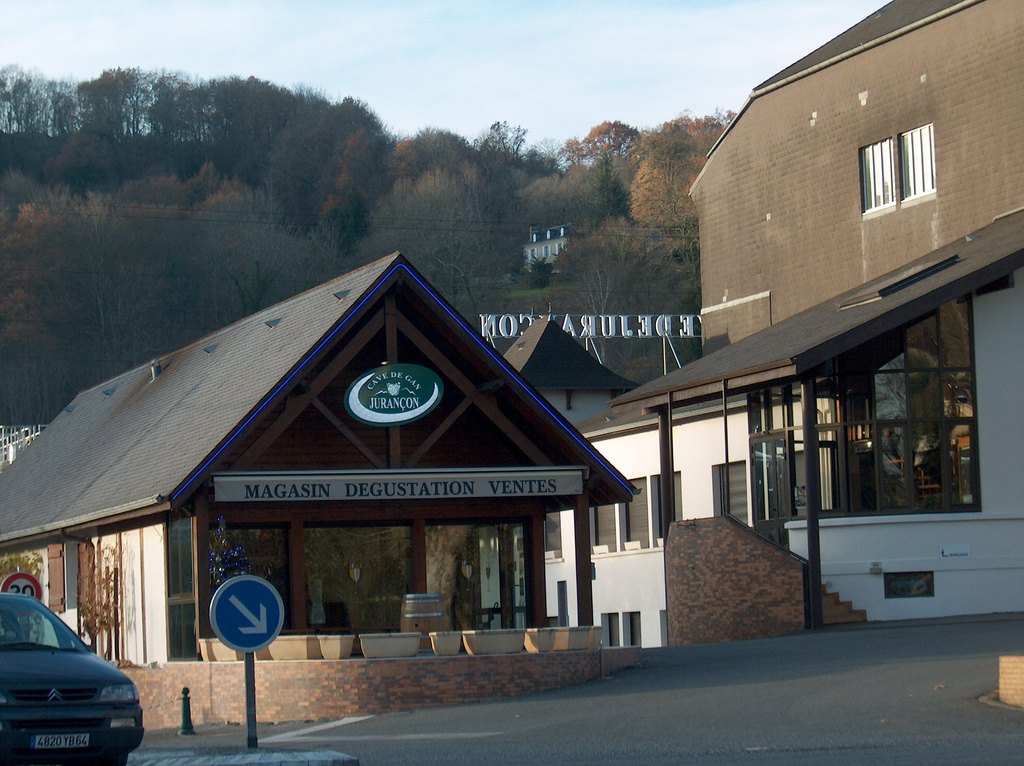
Magasin de vente
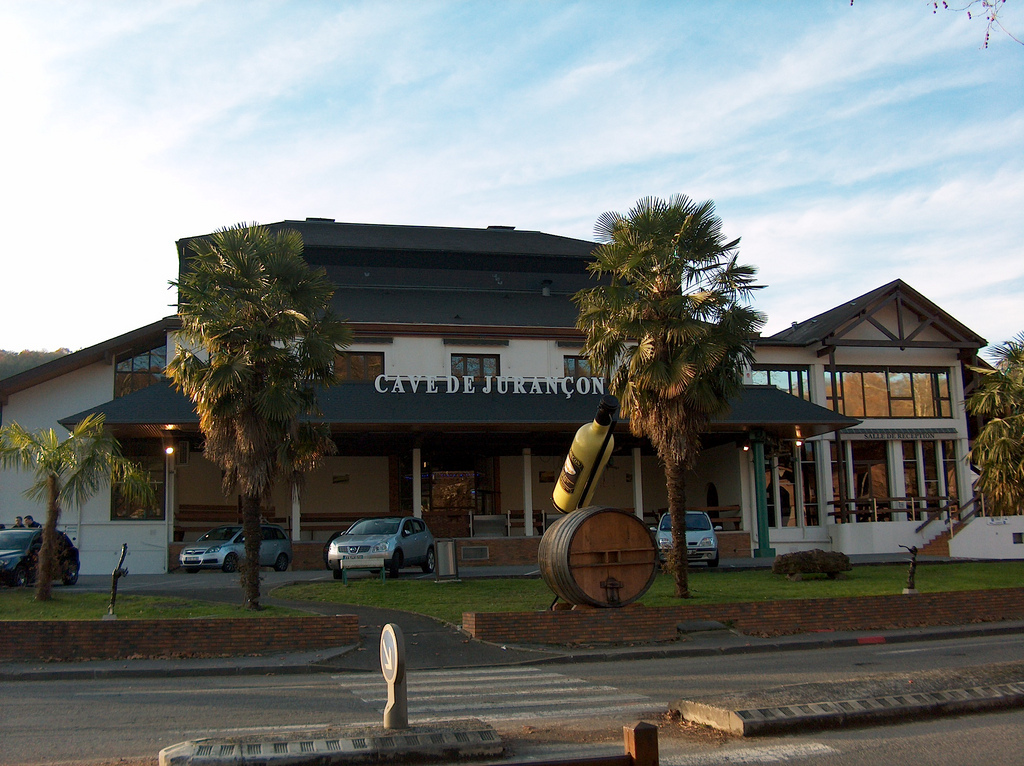
Cave des producteurs de Jurançon
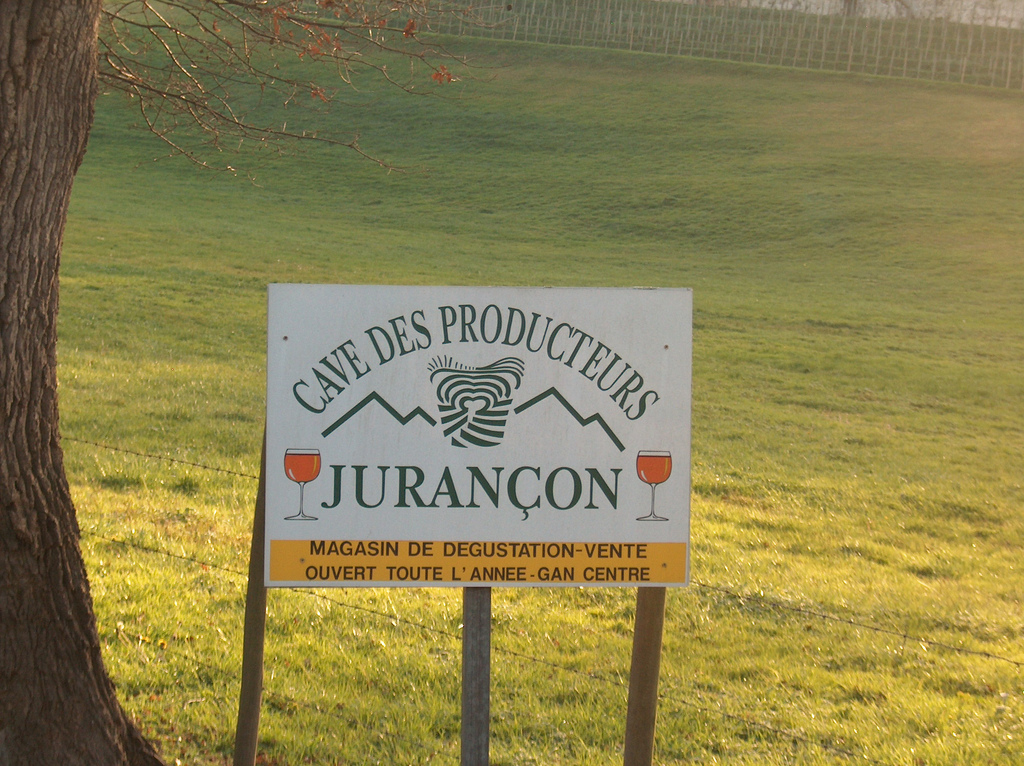
Panneau au château des Astous

À côté de la cave des producteurs de Jurançon, une soixantaine de producteurs indépendants récolte et vinifie le jurançon (AOC), avec par ordre décroissant un nombre significatif à Monein, Jurançon et Saint-Faust. L'exploitation agricole type dans l'appellation pratique une polyculture conséquence du morcellement de la propriété et de leur taille limitée. Les domaines de plus de 5 ha sont minoritaires. Grégoire Berche a montré dans sa thèse et dans un article de Géoconfluences que les petits producteurs jouent un rôle actif dans la recomposition du vignoble du Jurançonnais, notamment par un travail sur l'image de leurs vins et de leurs exploitations.

### Liste des principaux producteurs
Domaine Bru-Baché, Domaine de Souch, Clos Uroulat.

## Vin et culture
L'œnotourisme recouvre de nombreuses activités de découverte : dégustation des vins, visite de caves, rencontre avec les propriétaires, découverte des métiers et techniques de la vigne, connaissance des cépages, des terroirs, des appellations, de la gastronomie locale. À cet aspect festif s'ajoutent les activités sportives et de loisirs : promenades et randonnées dans les vignobles.

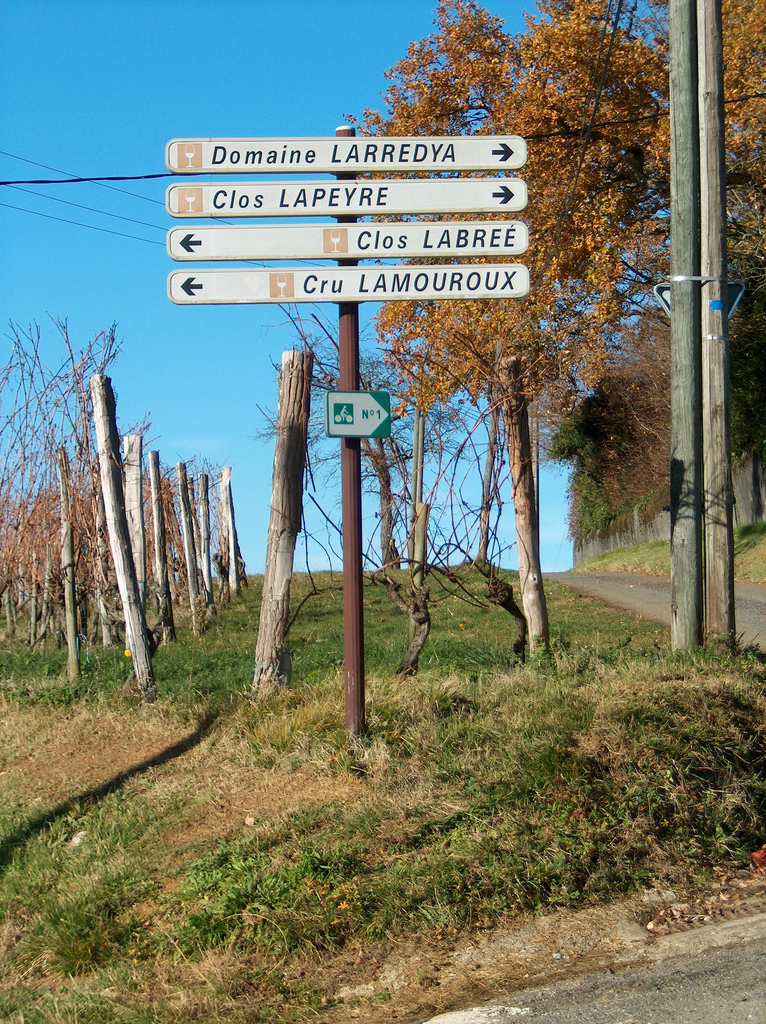
Fléchage des domaines
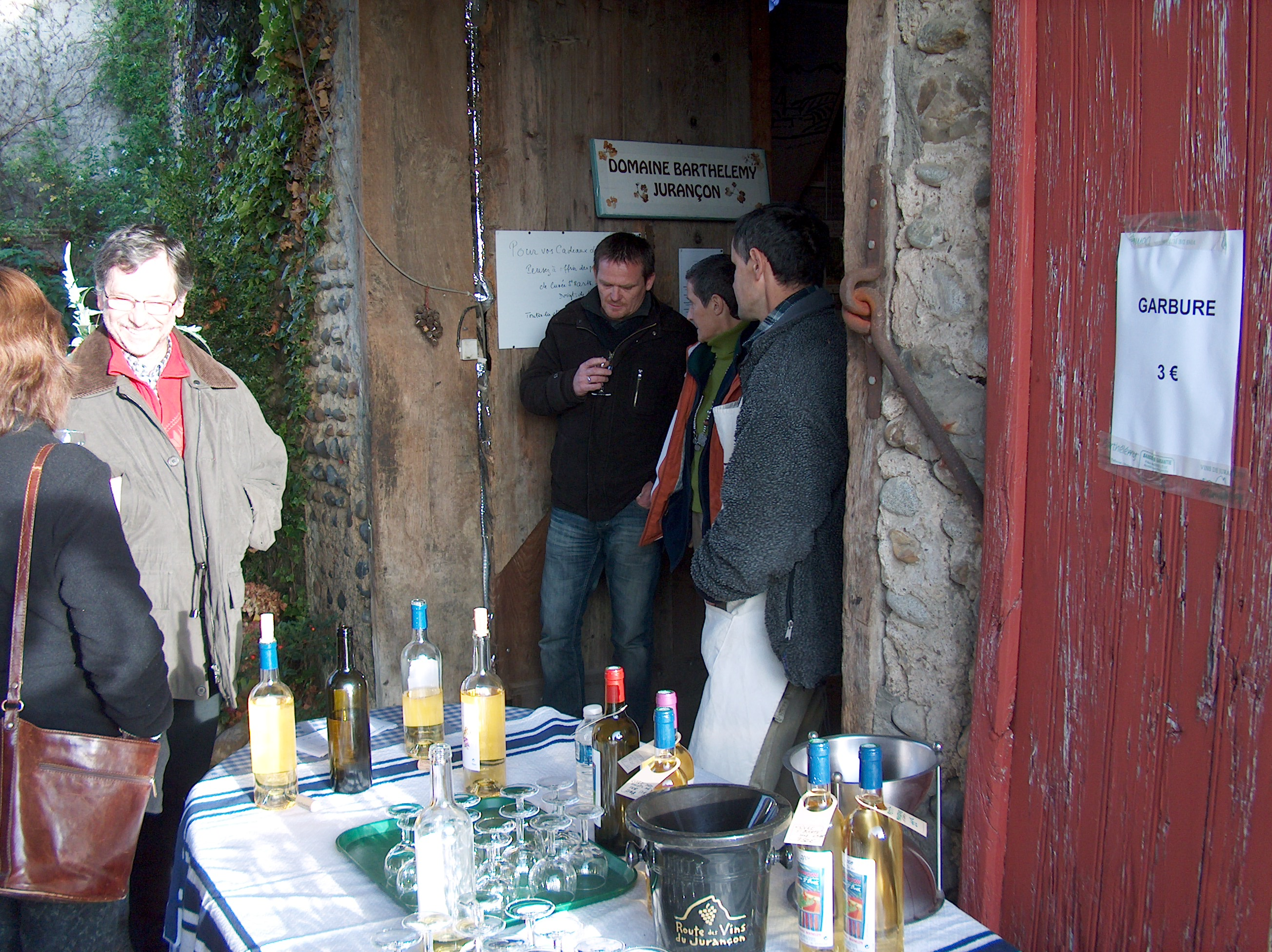
Dégustation lors de la journée portes ouvertes du 12 décembre 2010.
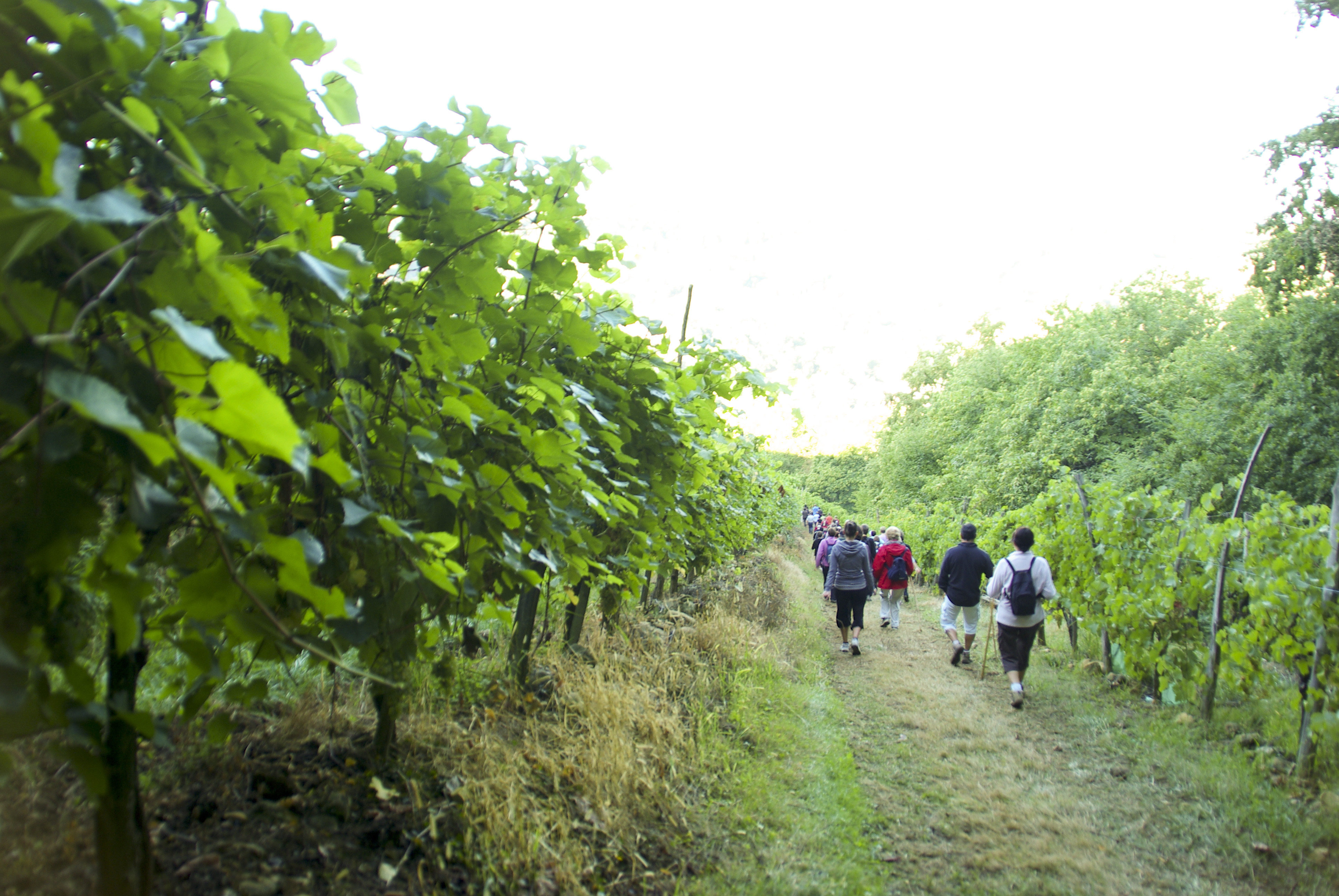
Descente dans les vignes lors d'une randonnée VTT à la Chapelle de Rousse (Jurançon)

### Route des vins
Une route des vins a été mise en place en 1994 ; ce circuit permet de découvrir le vignoble dans son contexte.

### Confrérie
Comme les nombreuses autres confréries bachiques, la Confrérie de la viguerie royale du jurançon a pour but de faire connaître l'AOC jurançon. La confrérie est créée en 1953 par le syndicat des producteurs de vin pour le quadricentenaire de la naissance d'Henri IV.

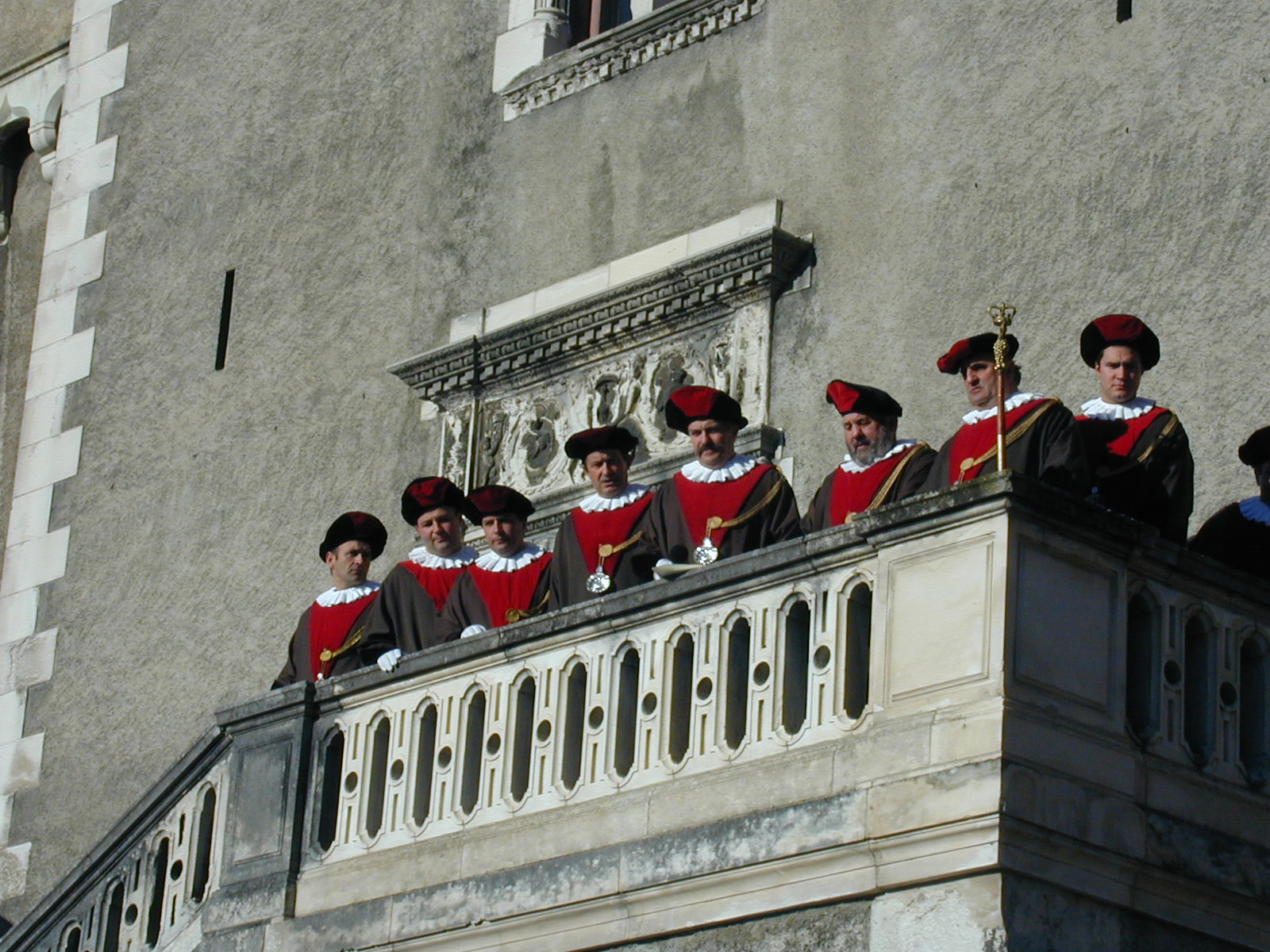
Viguerie royale du jurançon.
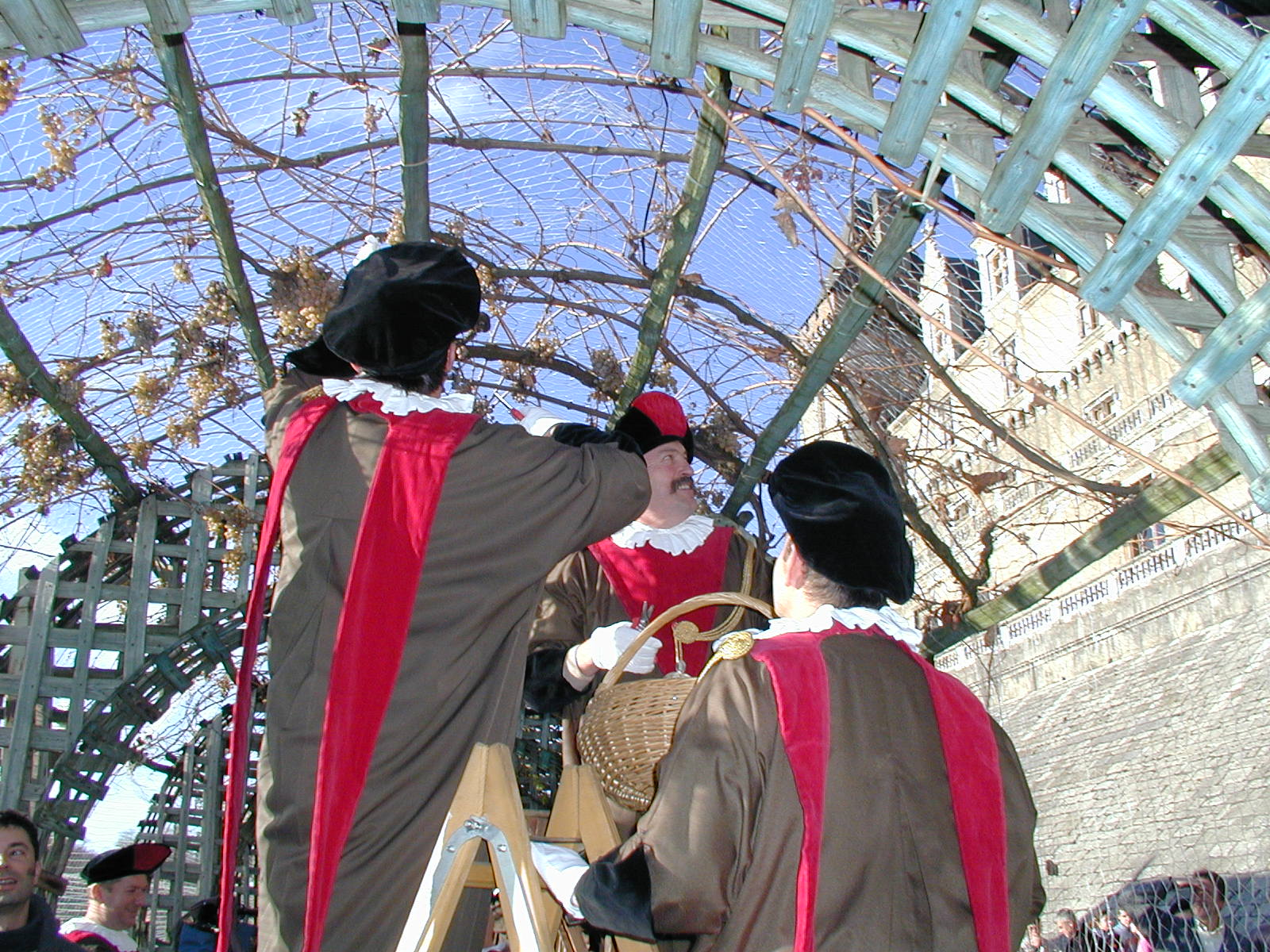
Vendange de la treille du jardin du château de Pau.
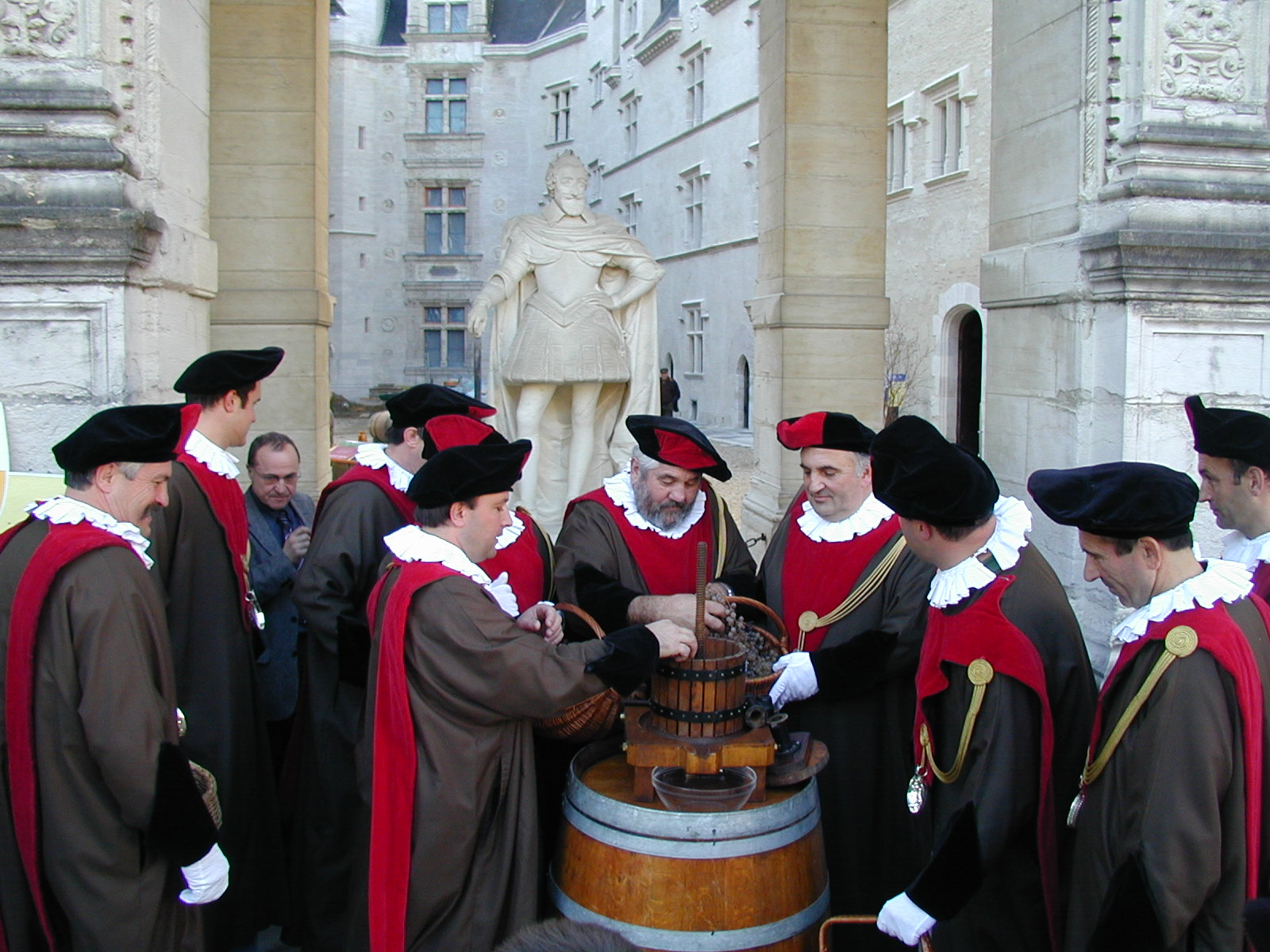
Premiers travaux après la vendange devant la statue d'Henri IV.

Ses activités sont présidées par le Grand Viguier, entouré d'un Conseil de l'Ordre de 15 membres. Les membres du Conseil portent la robe des Viguiers, de couleur vert foncé, à parements noirs et rouges (couleur des armes de Gaston Fébus et de Marguerite de Navarre), collerette gaufrée (Henri IV).
Une manifestation folklorique est par exemple la traditionnelle vendange de la treille du château de Pau par la viguerie royale du jurançon.

## Galerie de photos

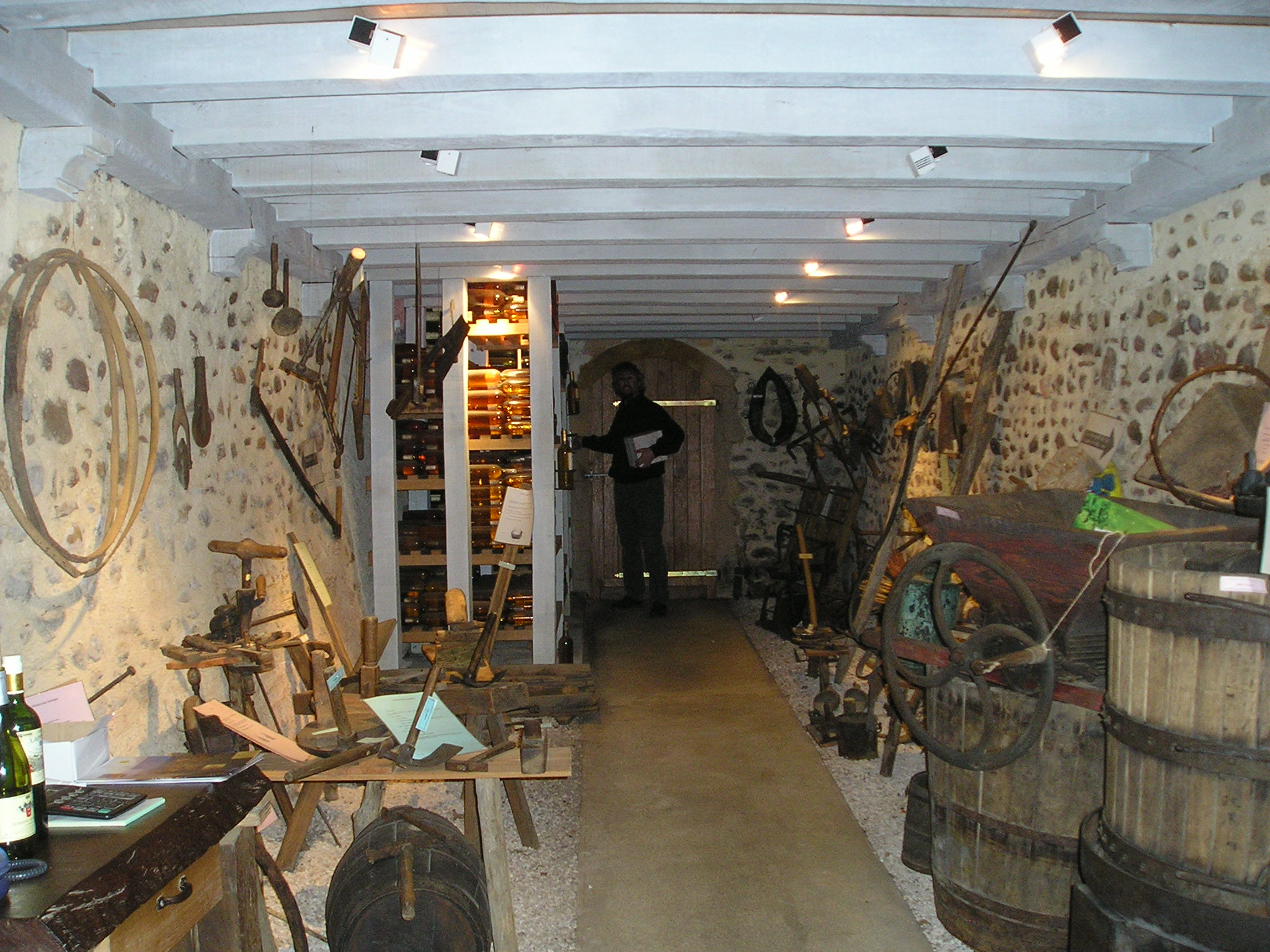
Musée au Clos Lapeyre à Jurançon.
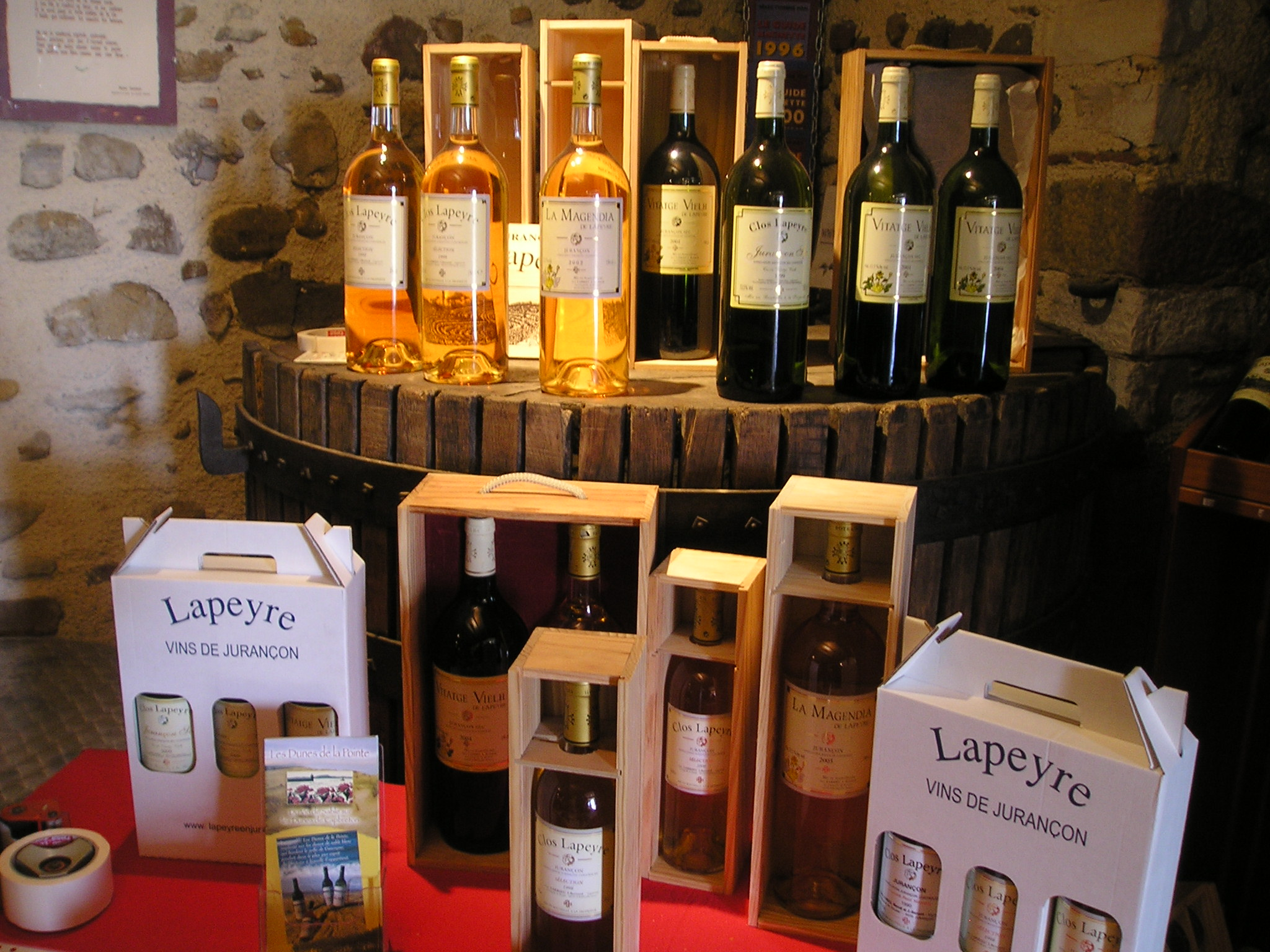
Mise en valeur des bouteilles.
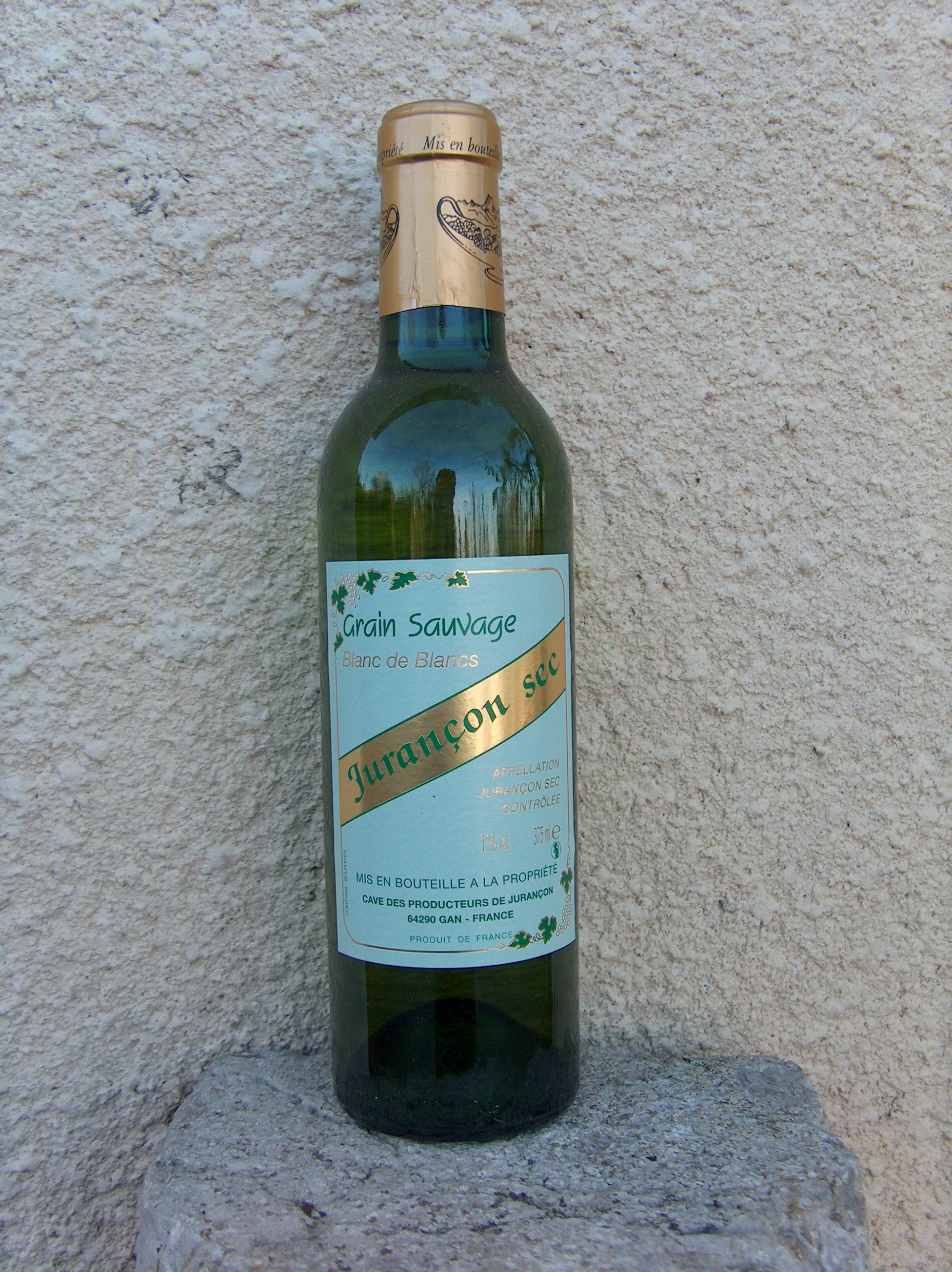
Bouteille de jurançon sec.
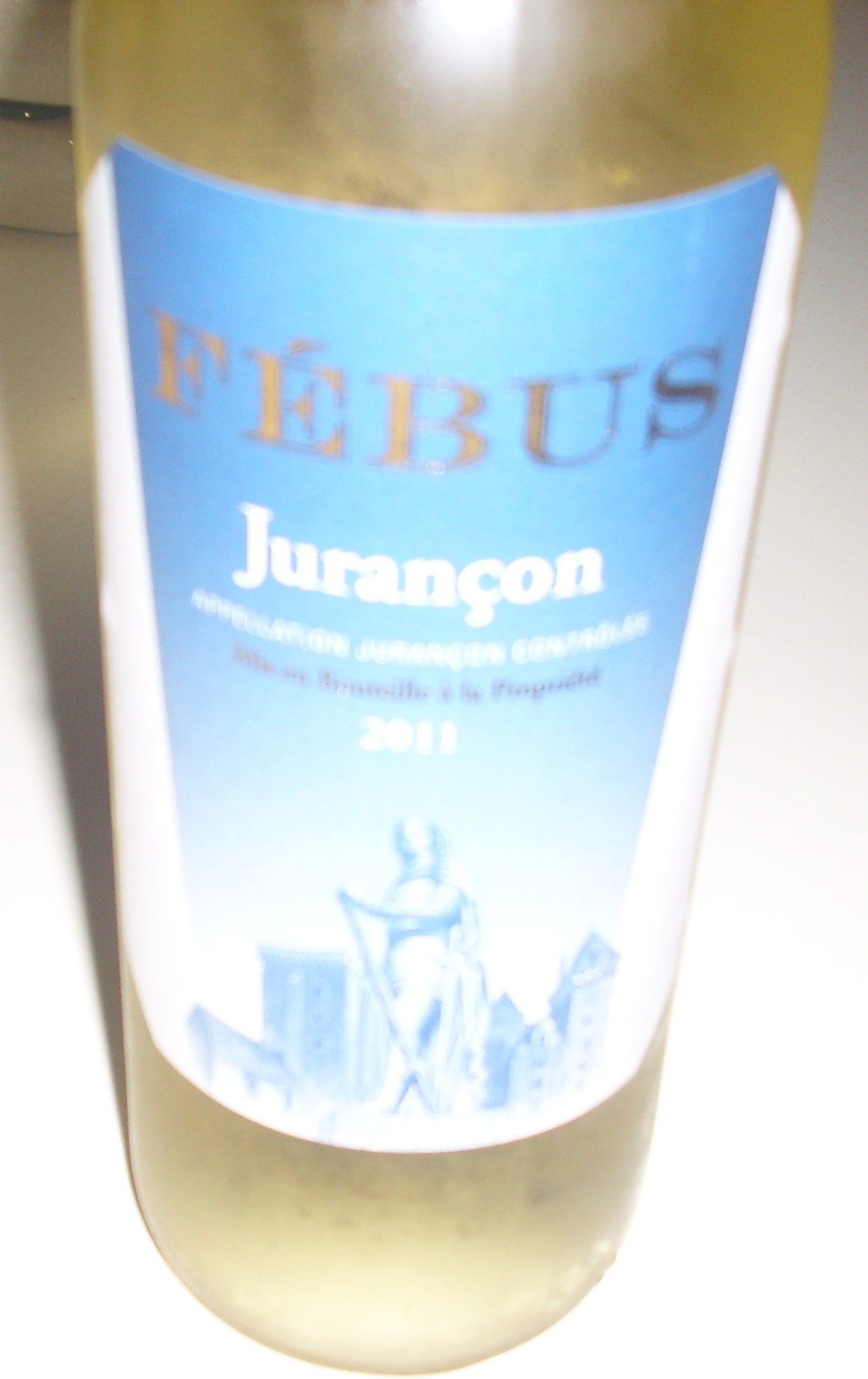
Bouteille de jurançon moelleux.
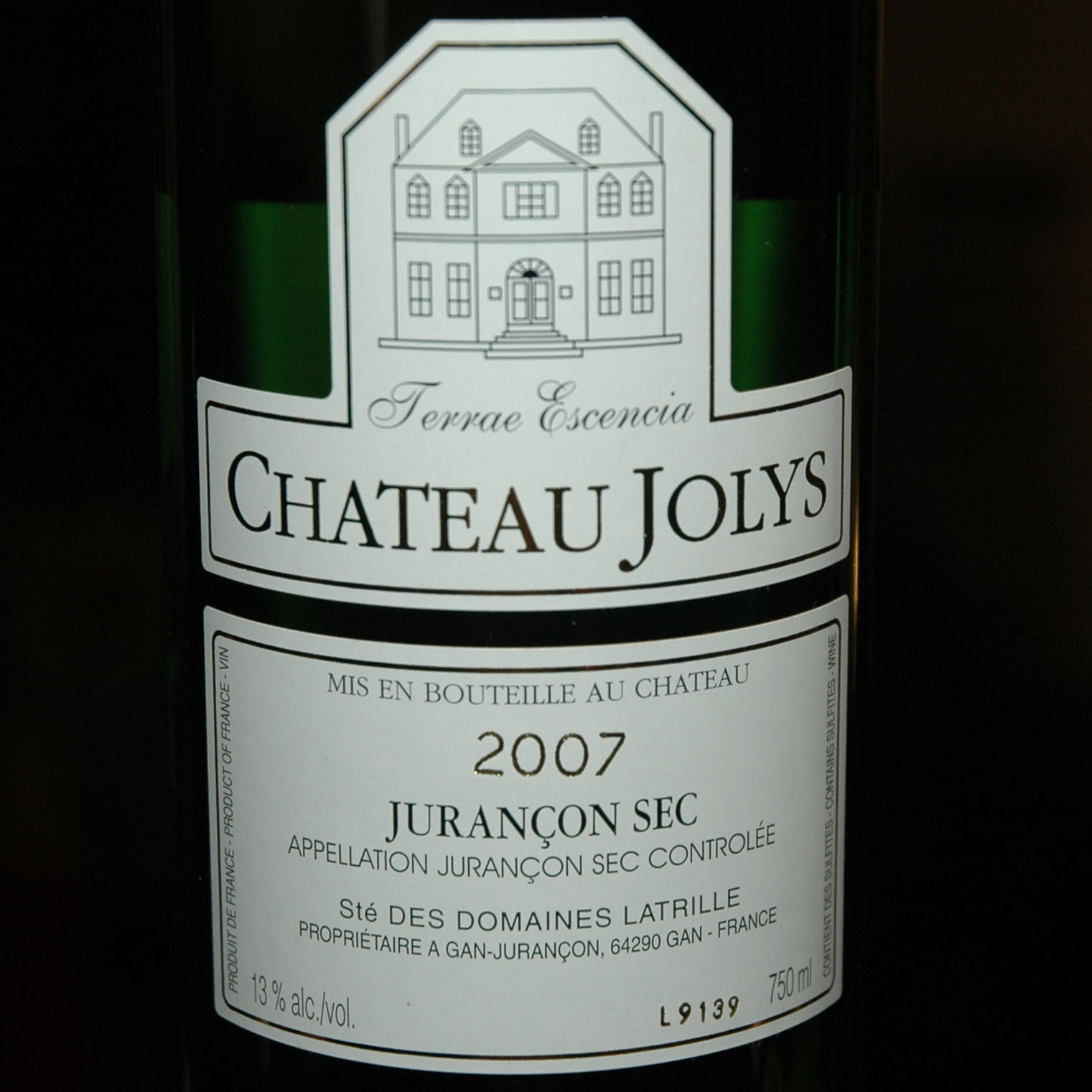
Étiquette de jurançon.
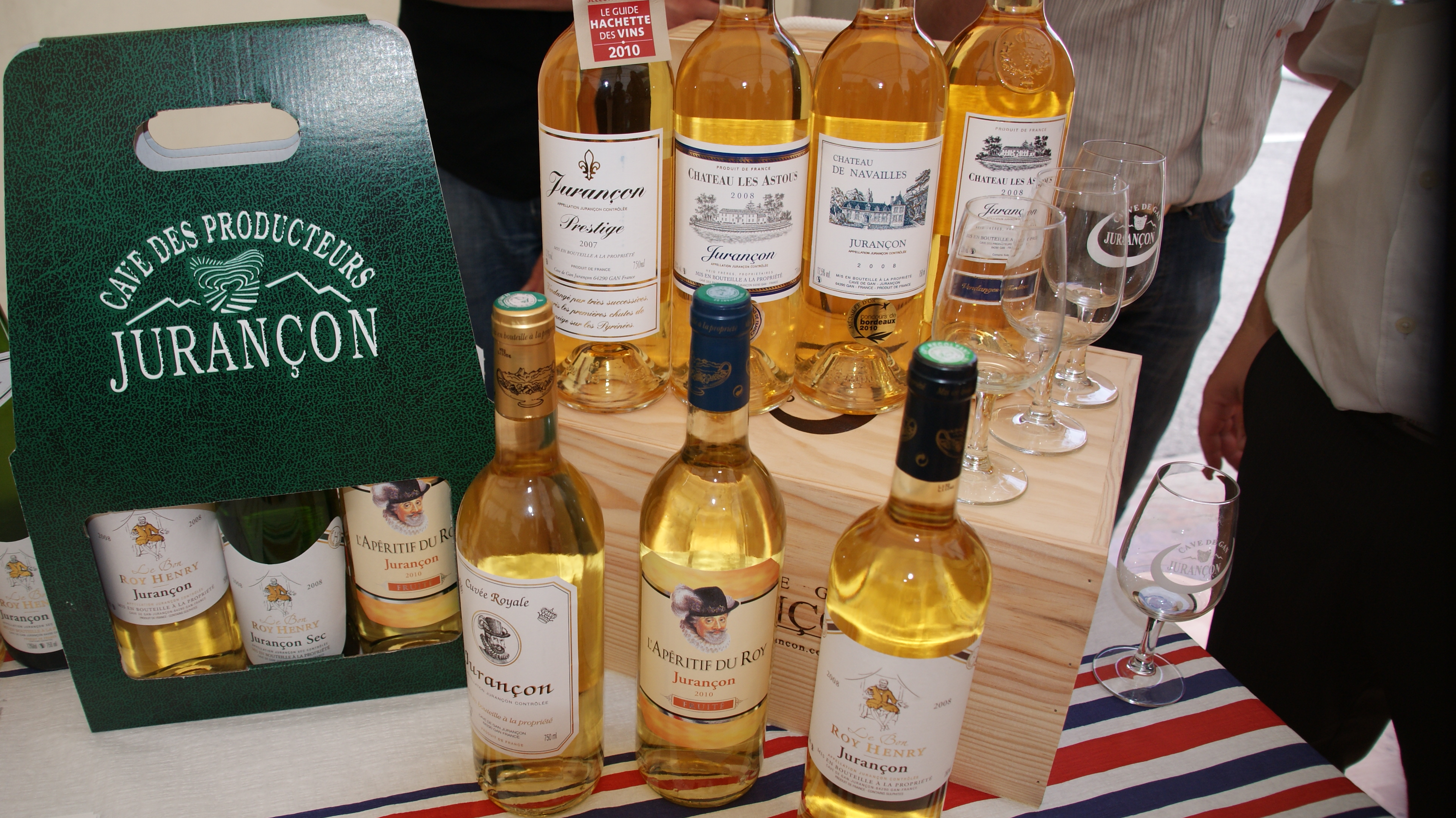
Gamme de bouteilles de la cave des producteurs.
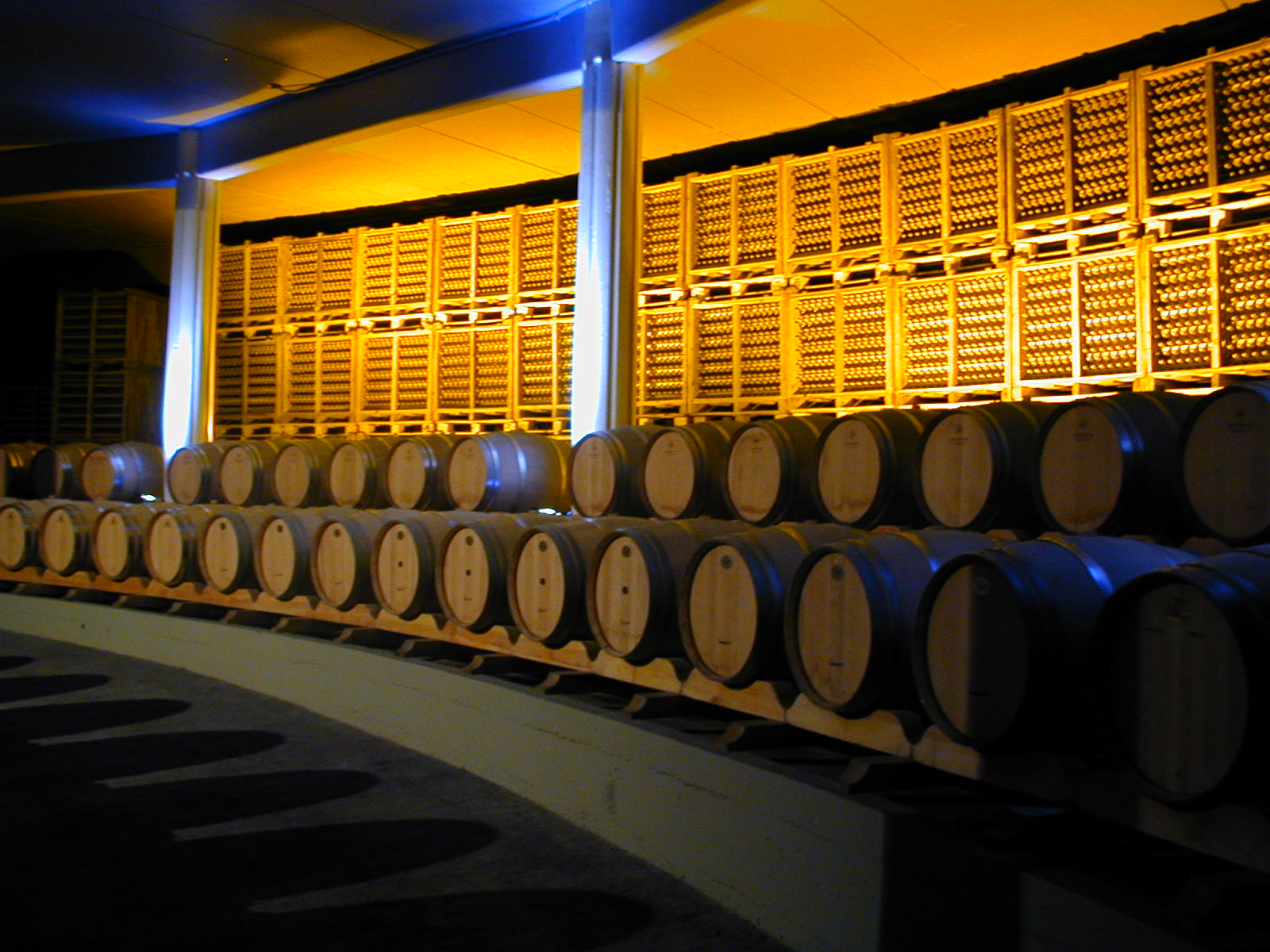
Chai de vieillissement de la cave des producteurs.
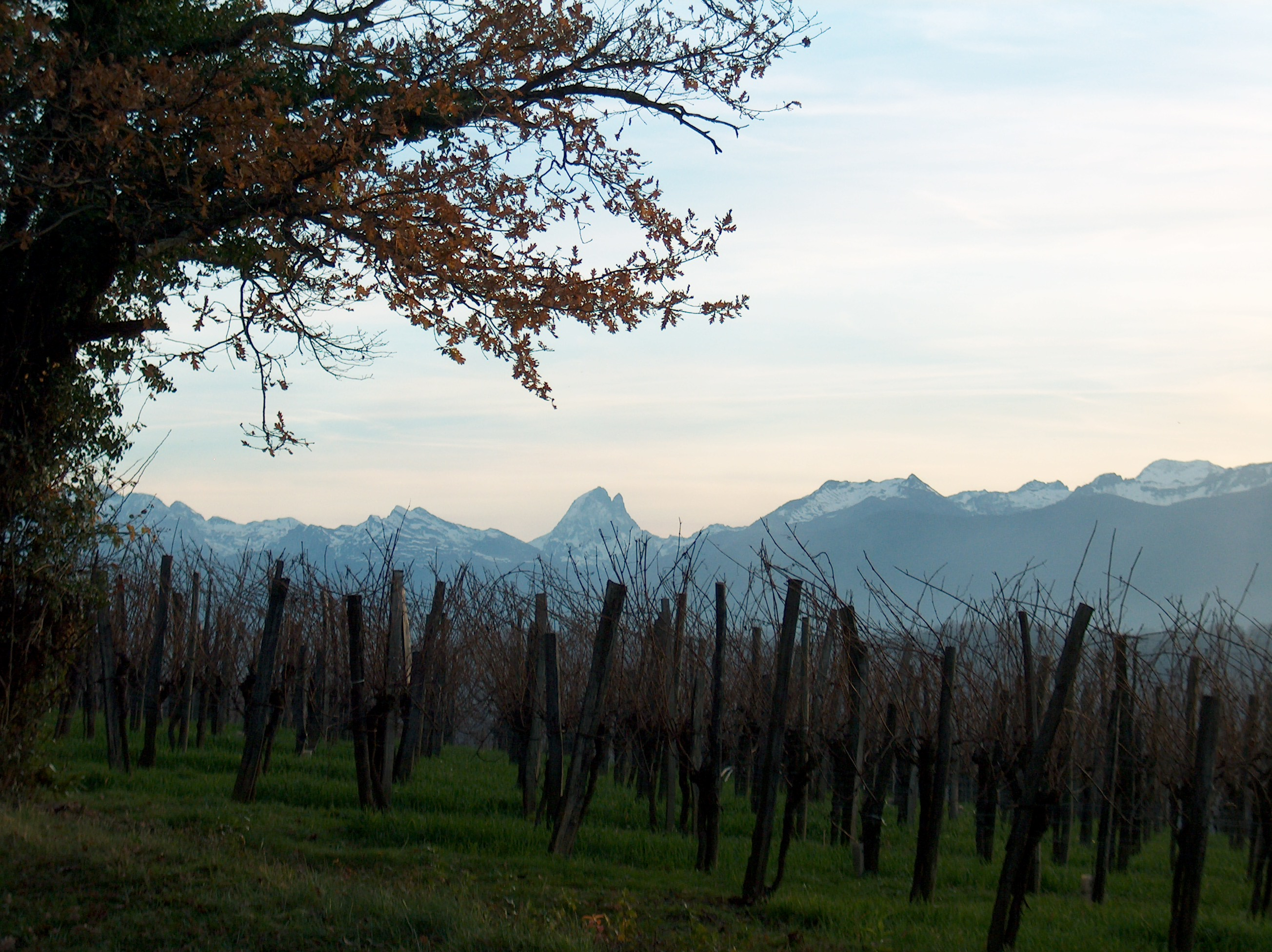
Vignes de jurançon en hiver face aux Pyrénées : en plein centre de l'image, le pic du Midi d'Ossau.